# Helsinki

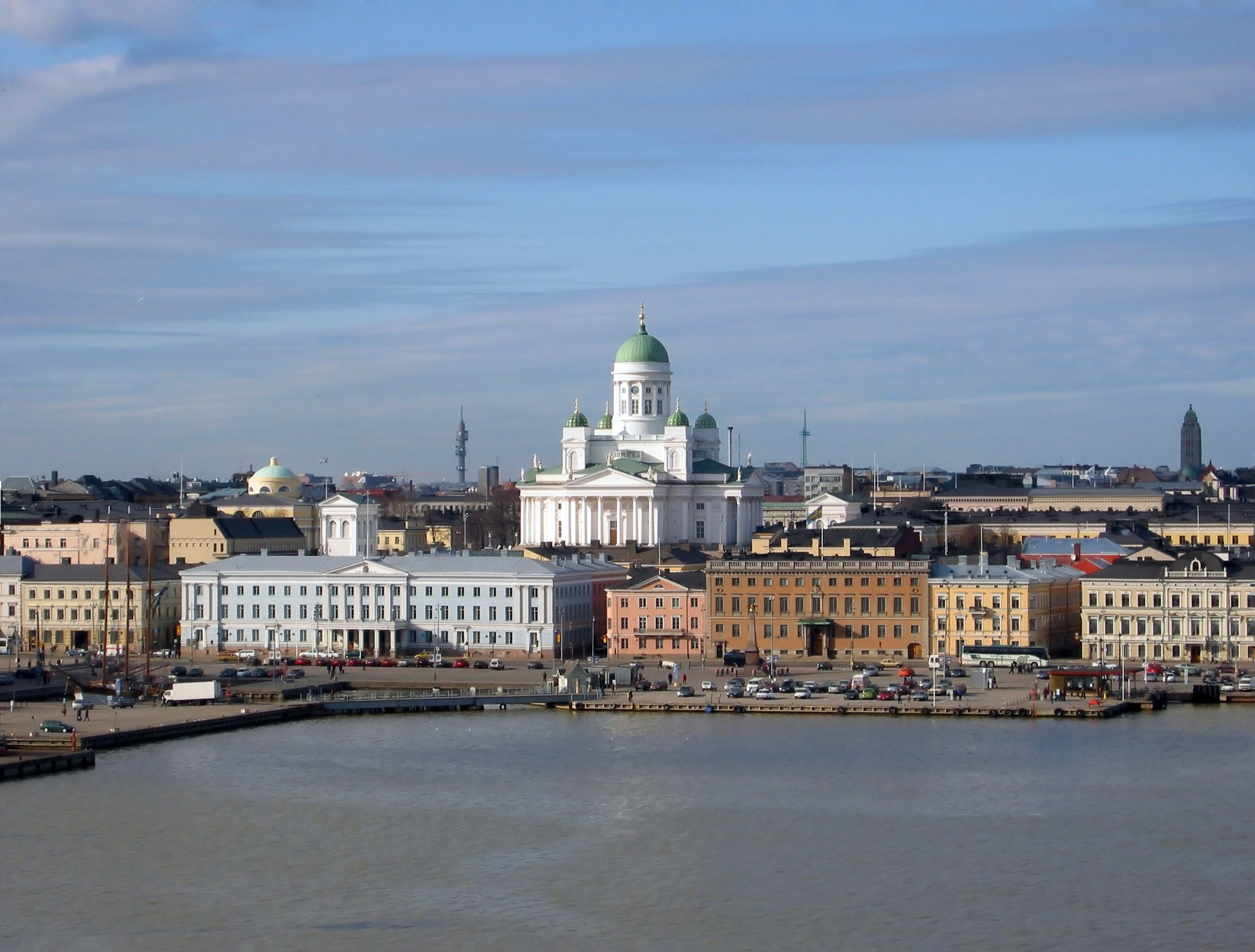
Helsinki látképe 2002-ben

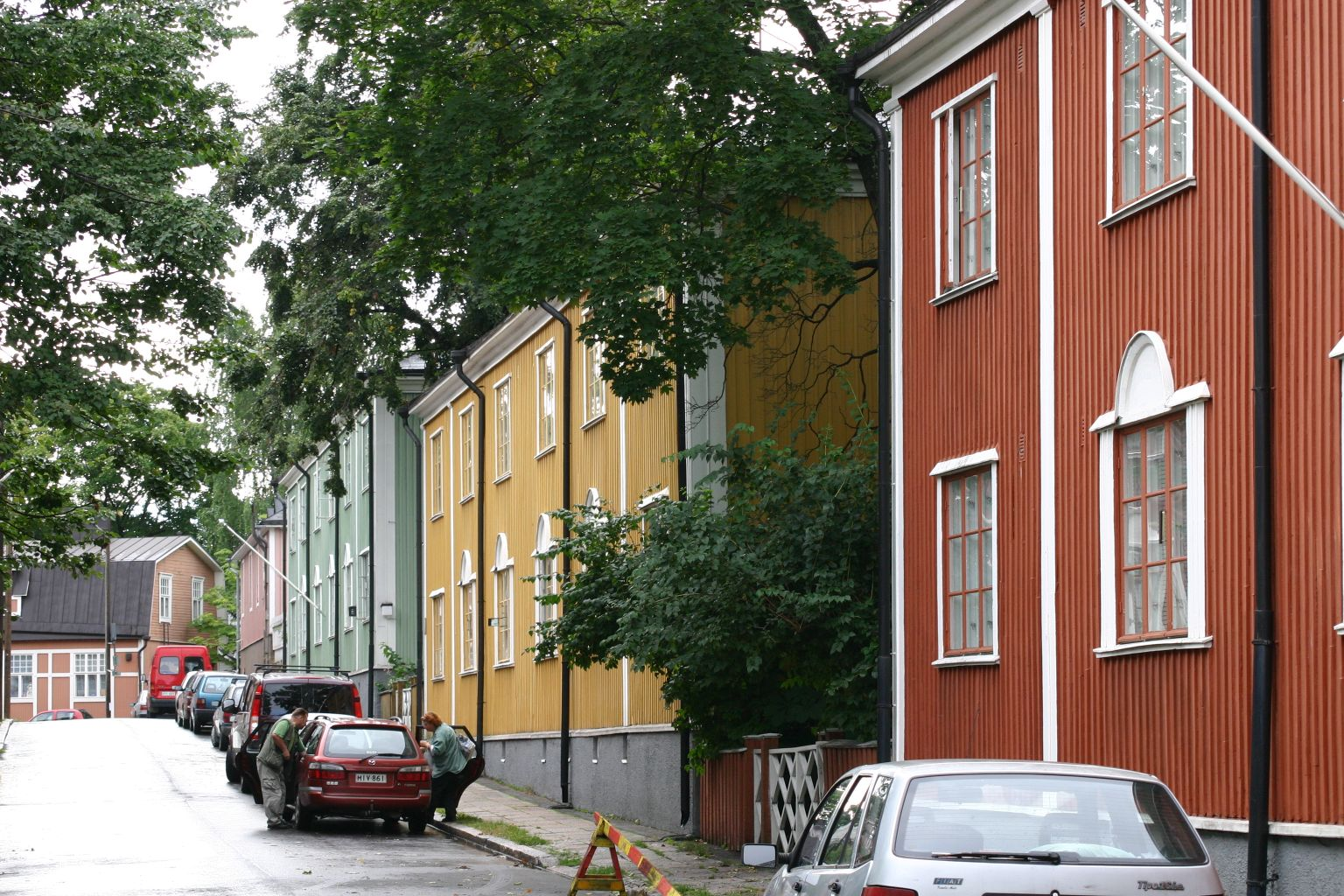
Helsinki Vallila negyede

Helsinki (IPA: [ˈhɛlsiŋki] kiejtéseⓘ, svédül: Helsingfors, latinul: Helsingia) Finnország fővárosa és egyben legnagyobb városa. Az európai kontinens legészakibb fővárosa. Az ország déli részén, a Finn-öböl partján helyezkedik el. Helsinki városát 635 591 ember lakja, ezzel messze az ország legnagyobb városa. A fővárosi régióban, amelyhez Helsinkin kívül Espoo, Vantaa és Kauniainen tartoznak, 2016-ban 1 438 750 fő élt. Helsinki lakosságának mintegy 6%-a svéd, a város kétnyelvű.
Helsinki városát 1550-ben alapították, amikor Finnország Svédország része volt. Sokáig jelentéktelen maradt, majd amikor Finnország orosz uralom alá került, 1812-ben a Finn Nagyhercegség fővárosa lett. 1917 óta Helsinki a független Finnország fővárosa.
Az Economist Intelligence Unit 2013-as rangsora szerint a világ nyolcadik legélhetőbb városa.

## Földrajz

### Fekvése és természeti adottságai
Helsinki az ország déli részén helyezkedik el Uusimaa tartományban, a Finn-öböl partján, Tallinn észt fővárossal átellenben. Területe 715 km², amelyből 213 km² a szárazföldön és a mintegy 300 sérszigeten helyezkedik el. A több mint 100 kilométer hosszú partszakasz erősen tagolt. Az utóbbi évszázadok során számos létesítmény változtatta meg a partvonalat, például a központi Kluuvi városrész a 19. század elején még a víz alatt feküdt.
A Vantaanjoki Helsinki északi külső kerületein folyik át, és Vanhakaupunki városrészben, Helsinki eredeti helyén, torkollik a tengerbe. Helsinki területén csak 11 kisebb tó található, ami Finnországban szokatlan. A terület jellegét, Dél-Finnország többi részéhez hasonlóan lapos, a talajból alig kiemelkedő gránitsziklák határozzák meg. A város legmagasabb természetes kiemelkedése Kivikko negyedben található, és 62 méterrel van a tengerszint felett.
Nagy összefüggő zöldterületek elsősorban az északi és keleti külső kerületekben találhatóak. A Finnországra jellemző tajga mellett elszórtan mérsékelt égövi erdők is előfordulnak. A külső szigeteken a növényzet elég gyér, másrészt számos madárfajta él ezeken. Helsinkiben 50 természetvédelmi terület található, melyeknek összterülete 684 hektár.
A 300 szigetnek több mint fele fél hektárnál kisebb területű; mintegy 50 sziget nagyobb 3 hektárnál. A legismertebb szigetek Korkeasaari (itt található az ország legnagyobb állatkertje), Seurasaari és Pihlajasaaret. A történelmi Suomenlinna erőd több egymással összeköttetésben levő szigeten helyezkedik el. A legnagyobb szigetek közé tartozik Laajasalo és Lauttasaari, illetve Santahamina.

### Éghajlata
Helsinki éghajlata a kontinentális és az óceáni éghajlat jegyeit ötvözi. Az éves átlaghőmérséklet 5,9 °C, a csapadék éves átlaga 655 mm. A legcsapadékosabb hónap az augusztus (havi átlagban 80 mm), a legszárazabb az április (32 mm). A leghidegebb hónap február (átlagos hőmérséklet −4,7 °C), a legmelegebb július (17,8 °C). Nyáron a hőmérséklet elérheti a 30 °C-ot is. Télen nem ritka a −10 °C alatti hőmérséklet; a valaha mért legalacsonyabb hőmérséklet −34,3 °C volt 1987. január 10-én. A tengeri szél miatt az érzékelt hőmérséklet gyakran alacsonyabb, mint a mért.
A víz hőmérséklete a februári 1 °C és az augusztusi 17 °C között változik.
Az első hó általában november közepén hull le, tartós hótakaró azonban csak december vége és március vége között képződik. Télen a Finn-öböl befagy.
| Hónap                                    | Jan.  | Feb.  | Már.  | Ápr.  | Máj. | Jún. | Júl. | Aug. | Szep. | Okt.  | Nov.  | Dec.  | Év    |
| ---------------------------------------- | ----- | ----- | ----- | ----- | ---- | ---- | ---- | ---- | ----- | ----- | ----- | ----- | ----- |
| Rekord max. hőmérséklet (°C)             | 8,5   | 11,8  | 17,1  | 21,9  | 29,6 | 32,0 | 34,0 | 31,2 | 26,2  | 19,4  | 11,6  | 10,0  | 34,0  |
| Átlagos max. hőmérséklet (°C)            | −1,3  | −1,9  | 1,6   | 7,6   | 14,4 | 18,5 | 21,5 | 19,8 | 14,6  | 9,0   | 3,7   | 0,5   | 9,1   |
| Átlaghőmérséklet (°C)                    | −3,9  | −4,7  | −1,3  | 3,9   | 10,2 | 14,6 | 17,8 | 16,3 | 11,5  | 6,6   | 1,6   | −2,0  | 5,9   |
| Átlagos min. hőmérséklet (°C)            | −6,5  | −7,4  | −4,1  | 0,8   | 6,3  | 10,9 | 14,2 | 13,1 | 8,7   | 4,3   | −0,6  | −4,5  | 3,0   |
| Rekord min. hőmérséklet (°C)             | −34,3 | −31,5 | −24,5 | −16,3 | −4,8 | 0,7  | 5,4  | 2,8  | −4,5  | −11,6 | −18,6 | −29,5 | −34,3 |
| Átl. csapadékmennyiség (mm)              | 52    | 36    | 38    | 32    | 37   | 57   | 63   | 80   | 56    | 76    | 70    | 58    | 655   |
| Havi napsütéses órák száma               | 38    | 70    | 138   | 194   | 284  | 297  | 291  | 238  | 150   | 93    | 36    | 29    | 1858  |
| Forrás: Finnish Meteorological Institute |       |       |       |       |      |      |      |      |       |       |       |       |       |

### Településszerkezet
A város központja a város délnyugati részén egy félszigeten található. Helsinkire jellemző a nagy különbség a történelmileg kialakult, sűrűn beépített belváros és a 20. század második felében újonnan beépített területek között, amelyek északi, nyugati és keleti irányból csatlakoznak. Az utóbbiak kinyúlnak a szomszédos Espoo, Kauniainen és Vantaa felé; ezekkel együtt Helsinki egy összefüggő agglomerációt alkot, az úgynevezett fővárosi régiót. Helsinki vonzáskörzetébe tartoznak még Kirkkonummi, Vihti, Nurmijärvi, Tuusula, Kerava, Sipoo, Järvenpää és Hyvinkää községek. Ezen a területen összesen 1,3 millióan élnek, ami Finnország lakosságának jó egynegyedét teszi ki.
Helsinki átlagos népsűrűsége 2787 fő/km². A belvárosban a csúcsértéket (19 500 fő/km²) Punavuori éri el, míg a külső kerületek sokkal gyérebben lakottak.

### Közigazgatási beosztás
Helsinki 137 részterületből (finn nyelven osa-alue) áll, amelyek 369 kisebb területre (pienalue) tagolódnak. Ezek felett két párhuzamos rendszer létezik: a részterületek egyrészt 59 városrészt (kaupunginosa), másrészt 34 kerületet (peruspiiri) alkotnak. A kerületeket 8 nagykerület (suurpiiri) fogja össze. Ezek gyakorlati jelentőség azonban csekély, a mindennap használt elnevezések gyakran eltérnek a hivatalostól.
Helsinki 59 városrésze nagykerületek szerint:
| Déli        | Eira, Etu-Töölö, Kaartinkaupunki, Kaivopuisto, Kamppi, Katajanokka, Kluuvi, Kruununhaka, Länsisatama, Lauttasaari, Punavuori, Suomenlinna, Taka-Töölö, Ullanlinna |
| Nyugati     | Haaga, Kaarela, Konala, Laakso, Meilahti, Munkkiniemi, Pitäjänmäki, Ruskeasuo                                                                                     |
| Középső     | Alppiharju, Hermanni, Kallio, Käpylä, Koskela, Kumpula, Pasila, Sörnäinen, Toukola, Vallila, Vanhakaupunki                                                        |
| Északi      | Oulunkylä, Pakila, Tuomarinkylä |
| Északkeleti | Malmi, Pukinmäki, Suurmetsä, Suutarila, Tapaninkylä, Viikki |
| Délkeleti   | Herttoniemi, Kulosaari, Laajasalo, Mustikkamaa-Korkeasaari, Santahamina, Tammisalo, Ulkosaaret, Vartiosaari, Villinki                                             |
| Keleti      | Mellunkylä, Vartiokylä, Vuosaari |
| Östersundom | Östersundom, Salmenkallio, Talosaari, Karhusaari, Ultuna |

### Helsinki-régió

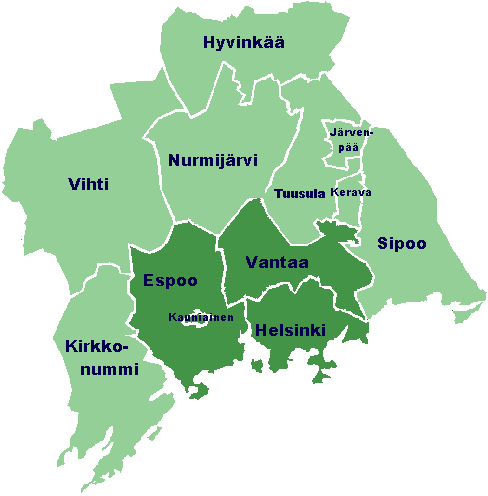
Helsinki régió

Nagy-Helsinki (finnül: Suur-Helsinki, svédül: Storhelsingfors), Helsinki-régió (Helsingin seutu, Helsingforsregionen), Fővárosi-régió (Pääkaupunkiseutu, Huvudstadsregionen) mind a Helsinki városa körüli kisebb-nagyobb területekre vonatkoznak.
A Fővárosi-régió Helsinki, Espoo, Vantaa és a kis Kauniainen városainak területét jelenti. A Fővárosi régió kívülről egy egységes városnak tűnik, összehangolt közlekedéssel és egyéb közös szolgáltatásokkal (például közös könyvtárrendszer). Lakóinak száma 976 222 fő.
A Helsinki-régió a környező független városokat is magába foglalja (Hyvinkää, Järvenpää, Kerava, Kirkkonummi, Nurmijärvi, Sipoo, Tuusula és Vihti), összesen 1 274 476 a lakosok száma 1591,6 km²-en (Finnország 23,5%-a él itt az ország területének 0,4%-án).
| Város                   | Terület     | Népesség (2016) | Népsűrűség |
| ----------------------- | ----------- | --------------- | ---------- |
| Espoo (Esbo)            | 312 km²     | 274 522         | –          |
| Helsinki (Helsingfors)  | 186 km²     | 635 591         | –          |
| Kauniainen (Grankulla)  | 6 km²       | 9 399           | –          |
| Vantaa (Vanda)          | 241 km²     | 219 196         | –          |
| Fővárosi-régió          | 745 km²     | 1 138 708       | –          |
| Hyvinkää (Hyvinge)      | 323,2 km²   | 46 600          | –          |
| Järvenpää (Träskända)   | 37 km²      | 41 523          | –          |
| Kerava (Kervo)          | 31 km²      | 35 531          | –          |
| Kirkkonummi (Kyrkslätt) | 365 km²     | 39 036          | –          |
| Nurmijärvi              | 362 km²     | 42 024          | –          |
| Sipoo (Sibbo)           | 364 km²     | 19 900          | –          |
| Tuusula (Tusby)         | 220 km²     | 38 595          | –          |
| Vihti (Vichtis)         | 522 km²     | 28 959          | –          |
| Más kisvárosok          | 1,379 km²   | 292 186         | –          |
| Nagy-Helsinki           | 2 970,6 km² | 1 430 984       | –          |

## Történelem

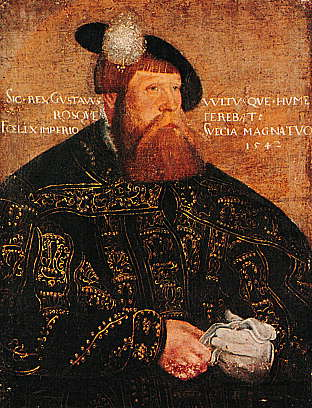
Gustav Vasa svéd király

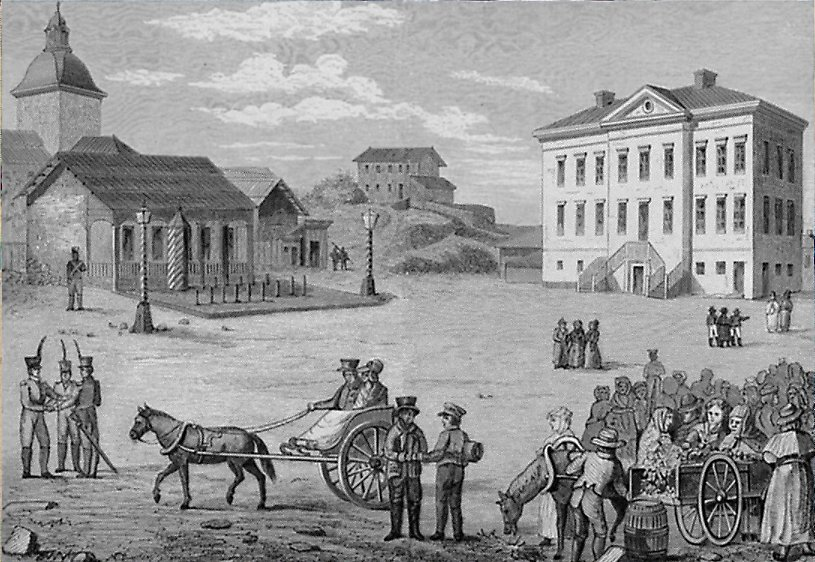
Helsinki látképe 1820-ban

Helsinkit I. Gusztáv svéd király alapította a Vantaa folyó torkolatánál, a rivális Hanza-várost, az ősellenség dánok uralta Tallinnt ellensúlyozandó. 1550. június 12-én adta parancsba Rauma, Ulvila, Porvoo és Tammisaari polgárai számára, hogy költözzenek az új városba; ezt a napot tekintjük a város alapítási dátumának.
A városalapítás nem volt túl sikeres, a kis városkát sokáig szegénység, betegségek és harcok sújtották. Ráadásul, amikor a Svéd Királyság elfoglalta Északkelet-Észtországot Tallinn-nal együtt, már nem is volt érdekelt egy újabb város felvirágoztatásában a közelben. Helsinki, mint egy elfeledett kis falu sorvadozott sokáig.
1643-ban a város a jelenlegi (a mai Kruununhaka kerület) helyére, délebbre költözött, biztonságosabb és kényelmesebb kikötőt nyújtva a hajósoknak. A Balti-régió kereskedelme azonban továbbra is elkerülte.
A környék svéd-orosz, német-balti háborúi miatt azonban Helsinki stratégiailag fontos ponttá vált. A svédek és az oroszok többször elfoglalták egymástól a várost, 1748-ban végül a svédek elkezdtek építeni egy erődöt a Helsinki előtti tengerparton. Az erőd-sziget Suomenlinna, „az észak Gibraltára” építése javított a város megítélésén, de Helsinki egészen a finn háború végéig, 1809-ig nem kezdett fejlődni. 1809-ben Finnországot Finn Nagyhercegség néven a győztes Oroszországhoz csatolták.
1812. április 8-án a svéd befolyást csökkentendő, I. Sándor orosz cár Turku helyett Helsinkit tette meg a Finn Nagyhercegség fővárosául. A belvárost neoklasszicista stílusban építették újjá, Szentpétervár mintájára. 1827-ben Helsinkibe költözött az 1640-ben alapított Turkui Egyetem is, így megalapítva a Helsinki Egyetemet.
1861-ben bevezették az utcákon a gázvilágítást, 1876-ban megépült a vízvezeték. Az első vasútvonala 1862-ben Hämeenlinna felé épült, majd 1870-ben Helsinkit Szentpétervárral kötötte össze vonatközlekedés.
Amikor Finnország 1917-ben elnyerte függetlenségét, Helsinki maradt a főváros. A függetlenség kikiáltását polgárháború követte, a kormánynak menekülnie kellett a fővárosból. 1918 májusában a C.G.E. Mannerheim tábornok vezette kormánycsapatok győzedelmeskedtek.
Az 1920-as években épült be Etu-Töölö, az 1940-re tervezett olimpiai játékokhoz az Otaneiemi olimpiai falu.
A második világháború alatt a Szovjetunió többször bombázta a várost, de az szerencsére kevés kárt szenvedett. Finnország egyike azon kevés európai államnak, amelyeket a világháború alatt nem foglaltak el, függetlenségét végig megtartotta.
A világháború után a kertvárosok építésének korszaka következett.
1962-ben, a nagyhatalmak között folyó hidegháború ellenére itt rendezték meg a nyolcadik Világifjúsági Találkozót.
A következő időszakban Helsinki gyors ütemben fejlődött. Az 1970-es években a Helsinki régió lakosainak száma megháromszorozódott, így 1990-es évekre az Európai Unió egyik leggyorsabban fejlődő települése lett.
Helsinki több jelentős nemzetközi találkozó helyszínéül is szolgált. 1975-ben itt rendezték az Európai Biztonsági és Együttműködési Értekezletet (EBEÉ, az EBESZ elődszervezete: Conference on Security and Cooperation in Europe (CSCE)), amely augusztus 1-jén a Helsinki záróokmány aláírásával fejeződött be. 1990-ben az első szovjet–amerikai csúcstalálkozó is itt zajlott George H. W. Bush amerikai és Mihail Gorbacsov szovjet elnökök között.

## Népesség
Helsinki népessége 2016. december 31-én 635 181 fő volt. Ezzel Helsinki Finnország legnagyobb városa, jóval megelőzve a többieket. A teljes fővárosi régióban (Helsinki, Espoo, Vantaa és Kauniainen) több mint egymillió ember él, az ország népességének közel egyötöde. A népesség mobilitása sokkal nagyobb Helsinkiben, mint az ország többi részén. Számosan költöznek a fővárosba munka vagy tanulás miatt, ugyanakkor sok család elhagyja a várost és az elővárosokba költözik a magas lakhatási költségek miatt. 2005-ben 33 953 fő költözött Helsinkibe más településekről vagy külföldről, és 33 381 fő hagyta el a várost.
2010 elején Helsinki lakóinak 7,2%-a külföldi állampolgársággal rendelkezett, és 10,7% külföldön született. A származási országok közül a legfontosabbak Oroszország, Észtország, Svédország és Szomália. A legtöbb bevándorló a város keleti és északi részén lakik, leginkább Jakomäki városnegyedben (14,0% külföldi állampolgár illetve 20,4% külföldön született). Más európai fővárosokkal összehasonlítva a külföldiek aránya viszonylag alacsony, de az 1990-es évek kezdete óta növekvő tendenciát mutat. Az 1985–2009 között időszakban a Helsinkiben élő külföldi állampolgárok száma több mint hétszeresére növekedett.

### A népesség alakulása
Helsinki népességének növekedése 1812-ben indult meg, amikor a város Finnország fővárosává vált, és az 1960-as évekig töretlenül folytatódott. Az 1970-es években a növekedés lelassult. Mivel számosan költöztek a környező településekre, egyes időszakokban még csökkent is a népesség, majd az 1990-es években ismét növekedni kezdett. 2012-ben a lakosság első ízben lépte túl a 600 000 fős határt.
A népesség alakulása 1875 és 2010 között
| Év   | Népesség |
| ---- | -------- |
| 1875 | 23 070   |
| 1880 | 36 346   |
| 1885 | 41 579   |
| 1890 | 56 236   |
| 1895 | 64 554   |
| 1900 | 79 126   |
| 1905 | 93 626   |

| Év   | Népesség |
| ---- | -------- |
| 1910 | 118 736  |
| 1915 | 153 467  |
| 1920 | 152 200  |
| 1925 | 162 070  |
| 1930 | 205 833  |
| 1935 | 225 482  |
| 1940 | 252 484  |

| Év   | Népesség |
| ---- | -------- |
| 1945 | 276 277  |
| 1950 | 368 519  |
| 1955 | 403 970  |
| 1960 | 448 315  |
| 1965 | 494 796  |
| 1970 | 523 677  |
| 1975 | 502 961  |

| Év   | Népesség |
| ---- | -------- |
| 1980 | 483 675  |
| 1985 | 483 364  |
| 1990 | 490 872  |
| 1995 | 515 765  |
| 2000 | 551 123  |
| 2005 | 559 046  |
| 2010 | 583 350  |

### Nyelvi megoszlás

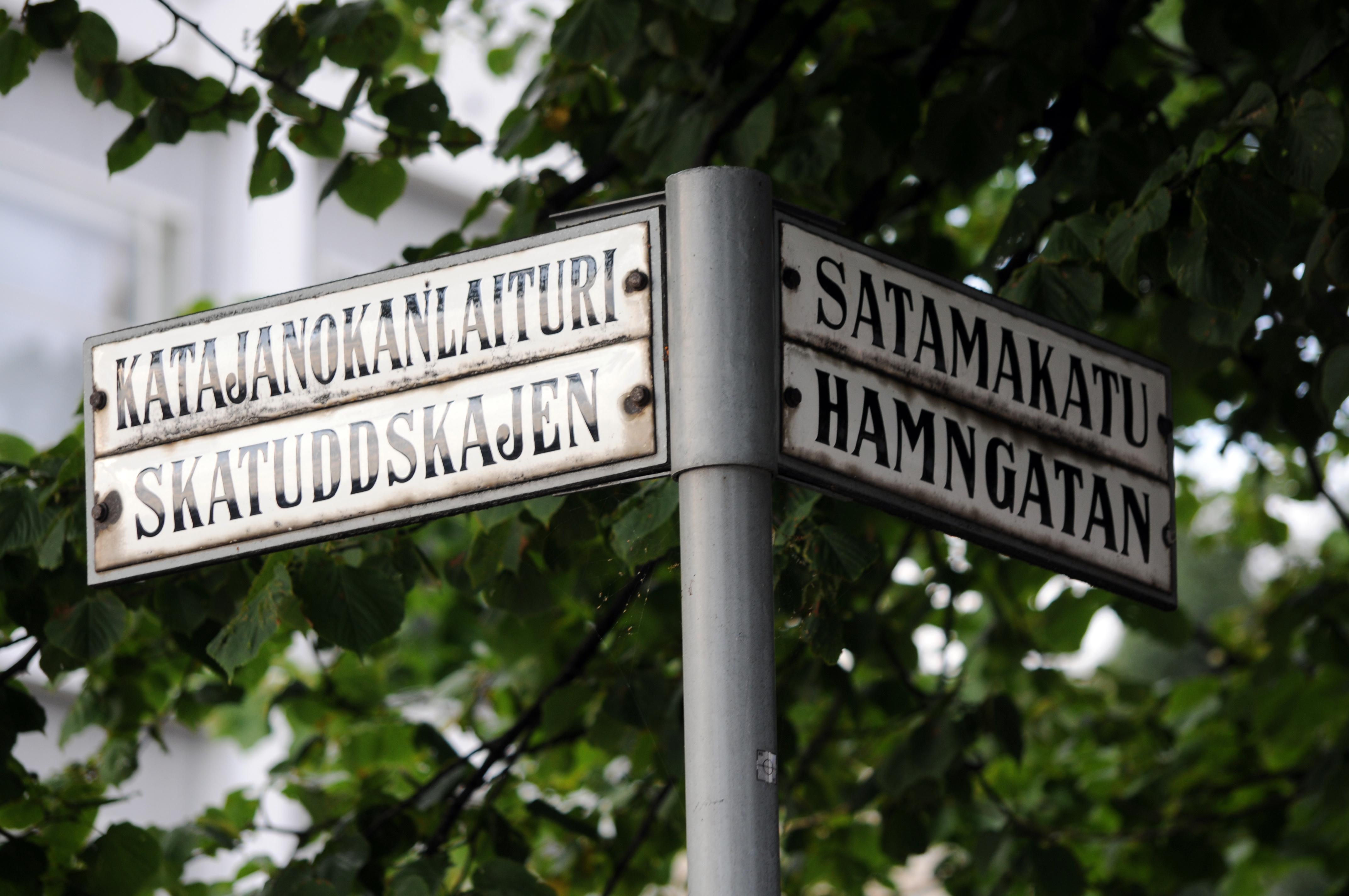
Kétnyelvű utcatábla Helsinkiben

2013-ban Helsinki lakói közül 81,9%-nak finn, 5,9%-nak svéd volt az anyanyelve. A maradék 12,2% több nyelv között oszlott meg. Hivatalosan Helsinki kétnyelvű, a finn a többségi, a svéd a kisebbségi nyelv. Így az összes utcának egyaránt van finn és svéd neve, a tömegközlekedés tájékoztató anyagai kétnyelvűek stb. A mindennapokban azonban a finn nyelv dominál a különböző nyelvű beszélők közötti kommunikációban. Valójában a finn nyelv ismerete előfeltétel a munkaerőpiacon.
Finnország déli partvidéke hagyományosan a finnországi svédek lakóhelye. Ezért a 19. század végéig Helsinki többségében svéd nyelvű volt: 1850-ben a Helsinki lakosság közel 90%-ának svéd volt az anyanyelve. A más vidékekről betelepülőknek köszönhetően a svéd nyelvű népesség aránya csökkent; 1870-ben már csak 57% volt svéd, 26% finn, 12% orosz, 2% német anyanyelvű. 1900-ban a finn anyanyelvűek aránya 50% volt a 42% svéddel és 5% orosszal szemben.

### Vallási megoszlás

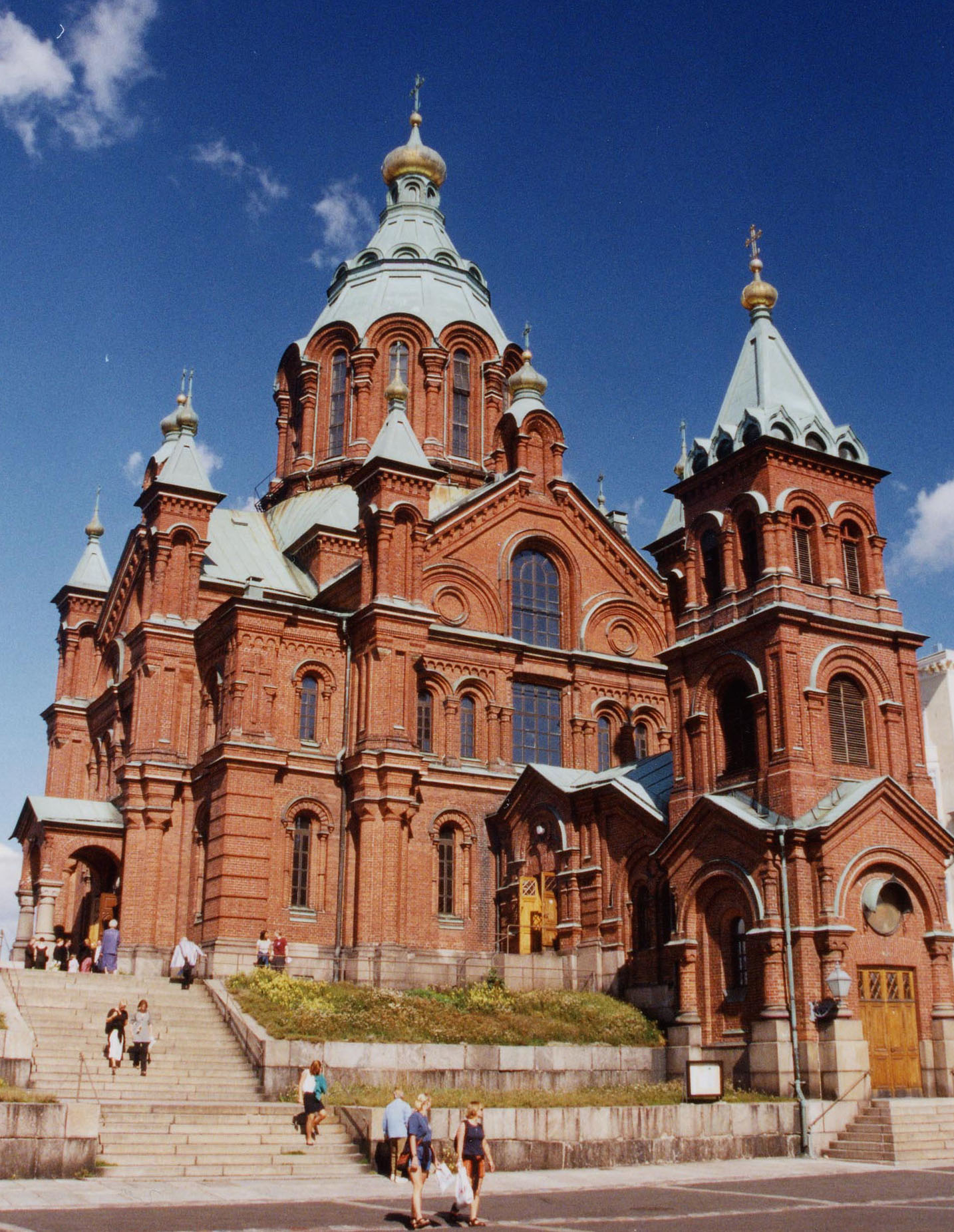
Az ortodox Uszpenszkij-katedrális Helsinkiben

2016-os állapot szerint Helsinki lakóinak többsége a finn evangélikus egyház tagja volt. Ugyanakkor az evangélikus egyház tagjainak 54,3%-os aránya messze elmaradt az országos 72,0%-os átlagtól. Helsinkiben 18 finn, három svéd és egy német nyelvű evangélikus egyházközség található. A város a helsinki püspökséghez tartozik, melynek székesegyháza a helsinki dóm. A svéd és német nyelvű egyházközségek borgåi püspökséghez tartoznak.
Jelen van Helsinkiben az ország második állami egyháza, a finn ortodox egyház is. Ortodox keresztények az orosz uralom óta laknak a városban. A második világháború után Karéliából sok ortodox szökött át Helsinkibe. 2011-ben a helsinki ortodox egyházközségnek mintegy 20 000 tagja volt, ami az összes finnországi ortodox egyharmadát teszi ki. Helsinki egyben a helsinki ortodox püspökség székhelye.
Finnország kis római-katolikus közösségének központja Helsinkiben van: a főváros az egész országot átfogó Helsinki egyházmegye székhelye. A Helsinkiben található két római-katolikus egyházközség, amely magában foglalja Uusimaa többi részét is, összesen mintegy 6600 taggal rendelkezik, azaz a finnországi katolikusok több mint fele ide tartozik. Mintegy 3500-an a Szent Henrik egyházközséghez, 3100-an pedig a Szűz Mária egyházközséghez tartoznak. Ezek mellett Helsinkiben több szabadegyházi gyülekezet is található.
A helsinki muszlimok számát nem lehet pontosan meghatározni; becslések szerint a 60 000 finnországi muszlim többsége a központi régióban él. A fővárosban mintegy tíz muszlim imaház található. Az iszlám már a 19. században megjelent Helsinkiben a tatárokon keresztül; újabban a muszlimok száma a közel-keleti és szomáliai bevándorlókkal növekedett. Továbbá van Helsinkiben egy izraelita hitközség is, mintegy 1200 taggal. A helsinki zsinagógát 1906-ban szentelték fel.

## Kultúra és látnivalók

### Építészet

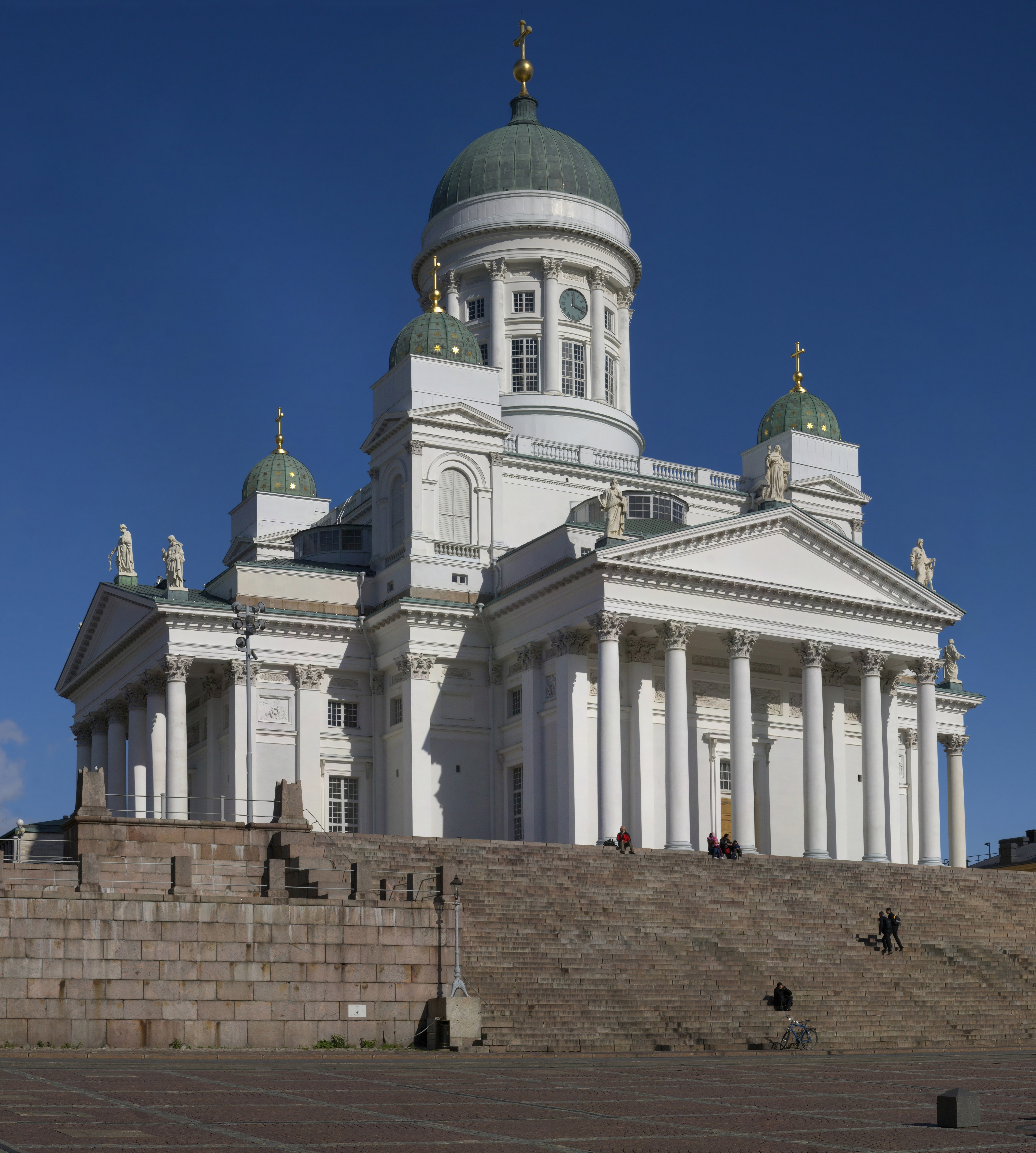
A helsinki székesegyház

Helsinkit a klasszicizmus fellegvárának tartják. Emellett a városra jellemző még a 20. század eleji szecessziós építészet is. A modern korszakból több funkcionalista épület emelkedik ki.
Klasszicizmus
Miután Helsinkit 1812-ben fővárossá nyilvánították, Carl Ludvig Engel építész kapott megbízást a város reprezentatív központjának megtervezésére Szentpétervár mintájára. A Szenátus tér (Senaatintori) körül kialakított klasszikus épületegyütteshez tartozik az 1830 és 1852 között épült helsinki székesegyház, a szenátus régi épülete és a Helsinki Egyetem központi épülete. További említésre méltó klasszicista épületek a Finn Nemzeti Könyvtár és az elnöki palota.
Szecesszió

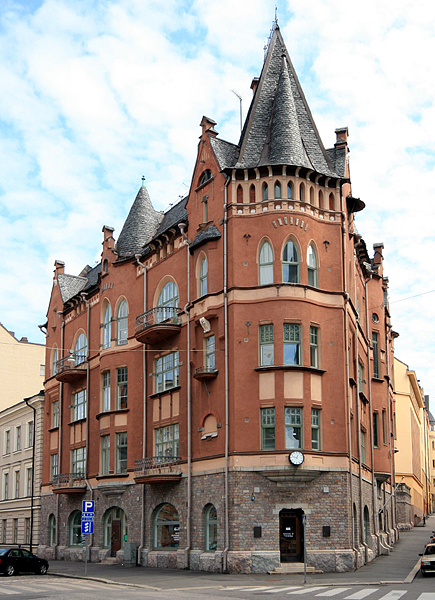
Szecessziós épület Katajanokkában

A finn szecesszióra erős hatást gyakorolt a nemzeti romantika, a korszak Kalevala által ihletett művészete. A szecessziós építészet számos példája fedezhető fel Katajanokka, Kruununhaka vagy Eira lakóépületei között. Egyes reprezentatív épületek, mint például a helsinki főpályaudvar, a Finn Nemzeti Múzeum vagy a kalliói templom a nemzeti romantikus szecessziós stílusban épültek. A finn szecesszió legjelentősebb képviselője Eliel Saarinen volt.
Funkcionalizmus

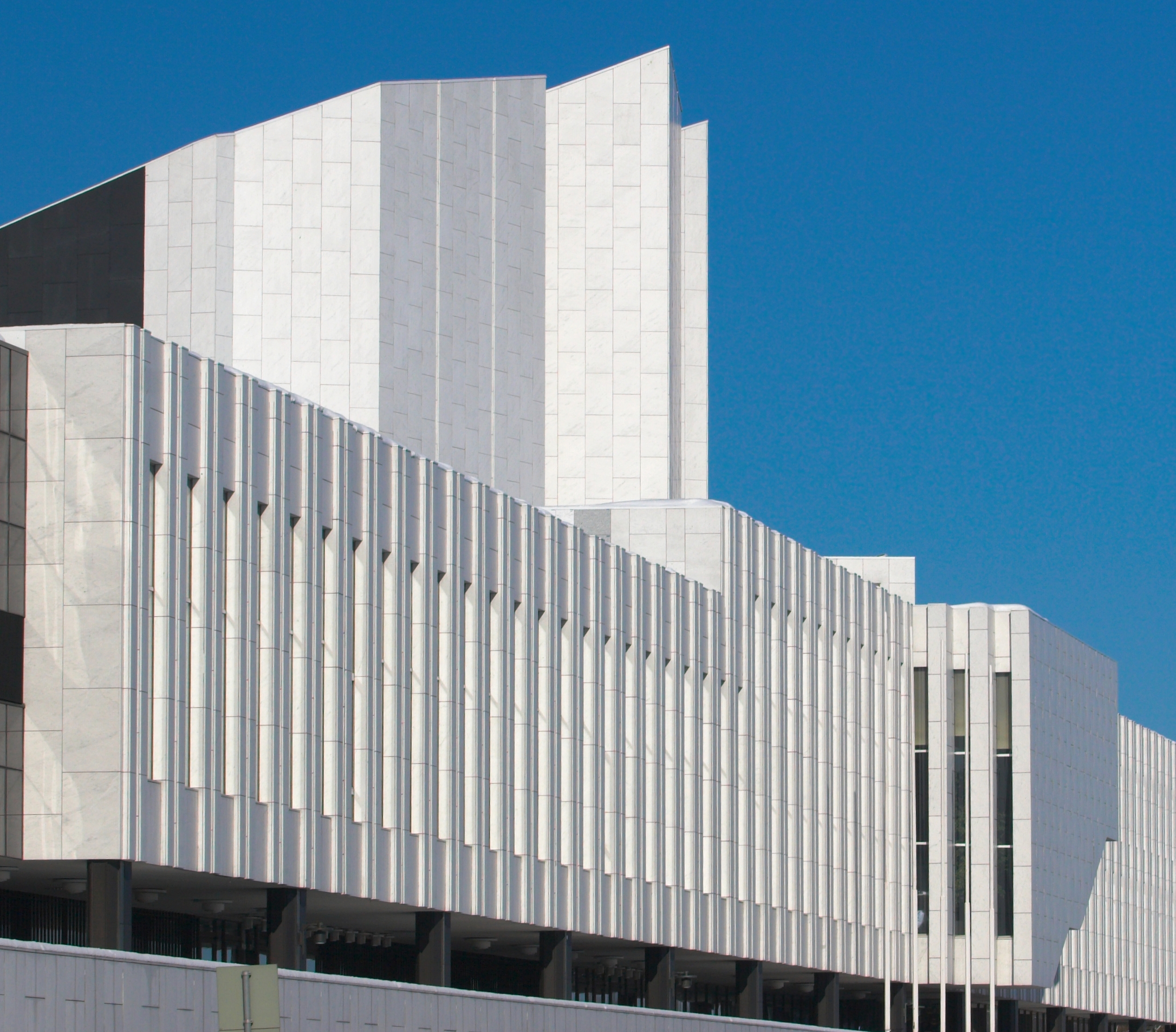
A Finlandia-csarnok

Több helsinki épület tervezője a híres Alvar Aalto, a funkcionalizmus egyik előfutára. Műveinek egy részét, mint például az 1971-ben átadott Finlandia csarnokot vagy a Stora Enso papíripari konszern székhelyét, a lakosság ellentmondásosan fogadta. További funkcionális építmények a Mannerheimintien található Lasipalatsi kulturális központ, a posta épülete és az Olimpiai Stadion.

### További látnivalók
Helsinki körútjai az Aleksanterinkatu és az Esplanadi. Előbbit I. Sándor orosz cárról nevezték el, és a Szenátus tértől halad a Mannerheimintie felé. Az Aleksanterinkatun számos üzlet található. Az Esplanadi párhuzamos az Aleksanterinkatuval és két utca alkotja, a Pohjoisesplanadi és Eteläesplanadi (északi és déli Esplanadi), amelyek között egy park terül el. Az Esplanadi keleti végén található a helsinki piac (Kauppatori). Nyáron a nyüzsgő piacon gyümölcsöt, zöldséget, friss halat és szuverníreket árulnak. Itt van a Vanha kauppahalli is, Helsinki legrégebbi vásárcsarnoka. A piactér szélén áll az ismert Havis Amanda szobor.
A piactérről komppal lehet átjutni a Suomenlinna erődbe, amely a hadtörténeti múzeum külső kiállítási helyszene. Az erődítmény, amely 1991 óta az UNESCO világörökség része, 1748-ban épült több szigeten. A kedvelt turisztikai célpontként számontartott szigetet még ma is mintegy 950-en lakják. A terület egy része katonai objektum és civilek által nem látogatható.

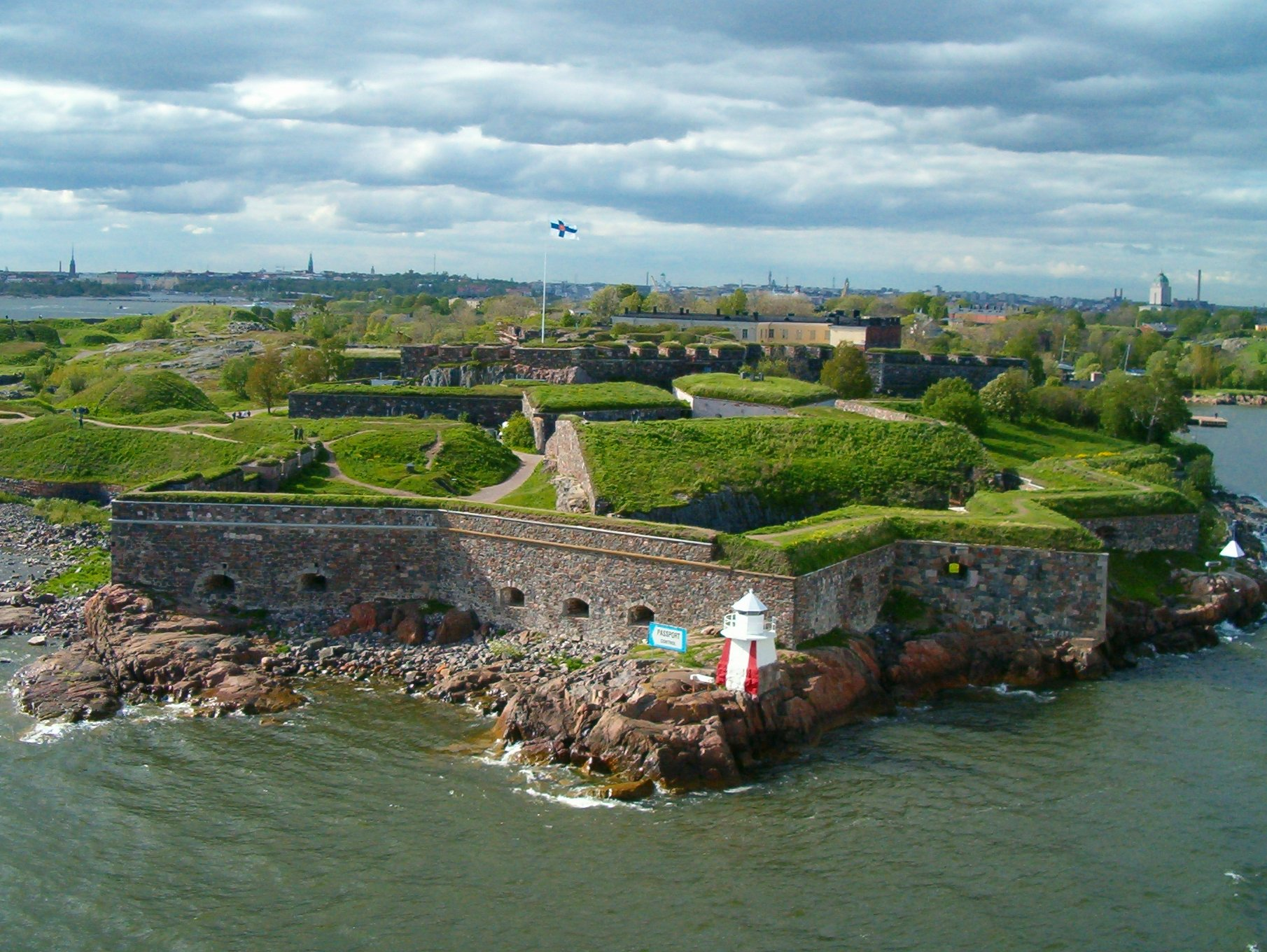
Suomenlinna

Katajanokka nyugati részén áll a sziklára épült az ortodox Uszpenszkij-székesegyház. Az orosz-bizánci stílusban épült katedrális 1863–1868 között épült A. M. Gornosztajev tervei alapján. Szintén számos látogatót vonz a modern Temppeliaukio-templom a Töölö városrészben, amely 1969-ben egy gránitsziklára épült. Ennél is újabb a Kamppi-kápolna. A Kamppi negyedben található Finnország legrégebbi fedett medencéje, az Yrjönkadun-uszoda.
A hajdani Relandersgrund jelzőhajó napjainkban vendéglőhajóként működik.

### Színház és zene

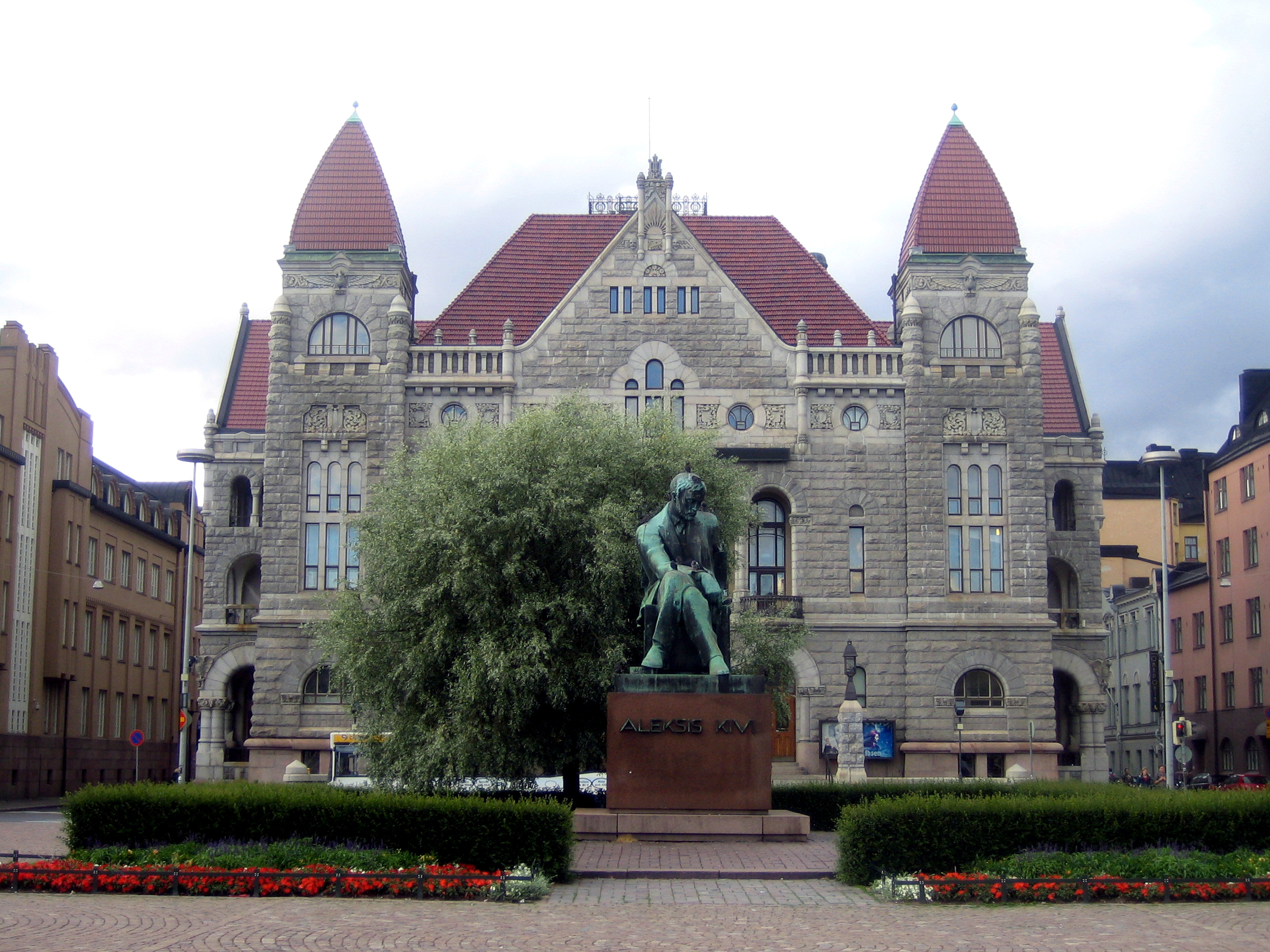
A Finn Nemzeti Színház

Helsinkiben három nagyobb színház van. A Finn Nemzeti Színházat (Suomen Kansallisteatteri) eredetileg Porvoo-ban alapították. Ez volt az első színház, amely finn nyelvű darabokat játszott. 1902 óta egy szecessziós épületben működik a Vasút téren; mellé 1945-ben egy kisebb színpadot építettek. A Helsinki Városi Színház (Helsingin Kaupunginteatteri) a Munkásszínház és a Népszínház összevonásával jött létre. 1967 óta Kallióban található. A Svéd Színház (Svenska Teatern) a város legrégibb színháza és svéd nyelvű darabokat ad elő.
Az ország legfontosabb operaháza a Finn Nemzeti Opera (Kansallisooppera) Töölöben. Az operaelőadásokon kívül koncertekre és balettelőadásokra is kerül itt sor. 2011-ben nyílt meg a Musiikkitalo zenei központ, amely a Helsinki Filharmonikusoknak, a Finn Rádió Szimfonikus Zenekarának és a Sibelius Akadémiának ad otthont.
Augusztus végén vagy szeptember elején tartják a Helsingfors Biennálét. Ilyenkor nemzetközi színvonalú kiállításokra, opera- és balettelőadásokra kerül sor. Öt évente Jean Sibelius tiszteletére nemzetközi hegedűsversenyt rendeznek.
Nyaranta Helsinki központjában számos szabadtéri rock- és poprendezvényt szerveznek, köztük több ingyenes koncertet a Kaivopuisto parkban és Kaisaniemi parkjában a vasútállomás mellett. Utóbbi helyszínen a minden év júliusában megrendezett Tuska Open Air Metal Festival mintegy 30 000 látogatót vonz, ezzel Finnország legnagyobb metálfesztiválja.

### Múzeumok

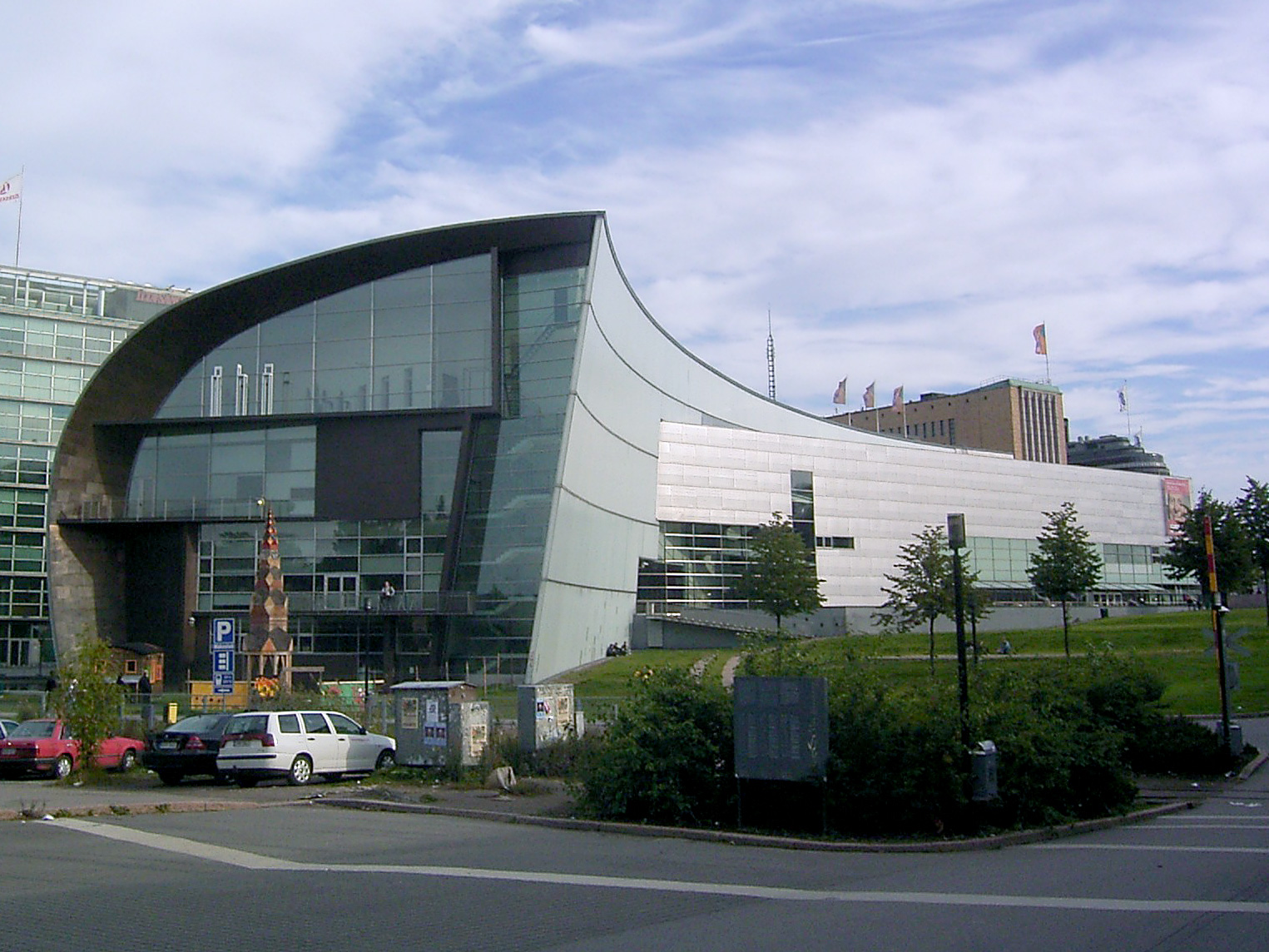
A Kiasma Múzeum

A Finn Nemzeti Múzeum (Suomen kansallismuseo) Finnország történetével kapcsolatos tárgyakat állít ki. Az 1910-ben épült múzeumépület nemzeti romantikus szecessziós stílusban középkori várakat és templomokat idéz. A Helsinki Városi Múzeum Helsinki történelmével foglalkozik. A Helsinki Egyetemnek is vannak múzeumai, köztük az Egyetemi Múzeum és a Természettudománytörténeti Múzeum.
A Finn Nemzeti Galéria három múzeumból áll. Az 1887-ben neoreneszánsz stílusban épült Ateneum a 18.–20. század legfontosabb finn műalkotásait állítja ki, többek között Akseli Gallen-Kallela, Helene Schjerfbeck és Albert Edelfelt festményeit. A Sinebrychoff Művészeti Múzeum (Sinebrychoffin taidemuseo) klasszikus európai művészettel foglalkozik. A kortárs művészetnek a Helsinki Műcsarnok és a Kiasma Múzeum ad helyet. Ezek a gyűjtemények finn és külföldi művészek alkotásait állítják ki az 1960-as évektől kezdve. A Mannerheimintie utcán 1998-ban megnyitott modern épület több vitát váltott ki. A Helsinkiben található Finn Építészeti Múzeum Európa egyik legrégebbi építészeti központja. Az Építészeti Múzeum mellett helyezkedik el a Designmúzeum.
A Helsinki Művészeti Múzeum a város központjában található a funkcionalista stílusban épült egykori Teniszpalotában. A modern és kortárs művészetekre szakosodott múzeum a saját kiállítótermein kívül a parkokban, metróállomásokon és utcákon is szervez kiállításokat.
A város legnyugatibb részén, Lehtisaari szigetén, a szomszédos Espoo határán található a Diedrichsen-gyűjtemény. A Diedrichsen család a 20. század közepe óta gyűjtötte a műkincseket, és szoborparkkal körbevett villájukat múzeummá alakították át. Többek között Edvard Munch és Helene Schjerfbeck műveiből állítanak ki.

### Szabadidő és szórakozás

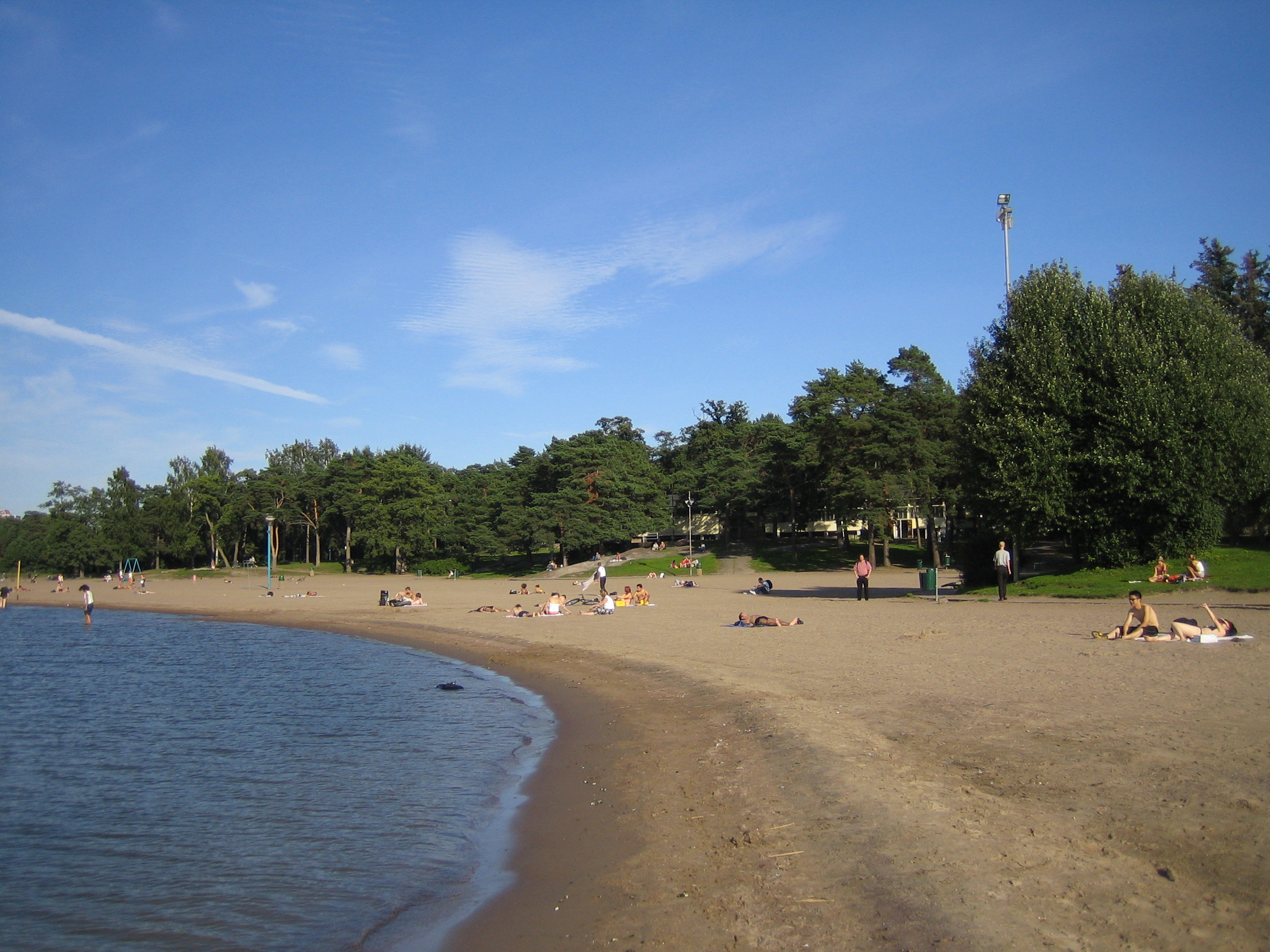
A Hietaranta strand

A város területének mintegy 30%-át erdők és parkok teszik ki. Helsinki legismertebb parkja a városközpont délnyugati részén, közvetlenül a tengerparton elhelyezkedő Kaivopuisto. Az 1830-as években létesítették egy gyógyfürdő parkjaként, 1886 óta nyilvános park. Kaivopuisto szikláiról kilátás nyílik a Helsinki partjai előtti sérszigetekre egészen Suomenlinnáig. További központi fekvésű parkok a Kaisaniemiben levő, és az úgynevezett Pestispark (Ruttopuisto) a helsinki ótemplom mellett. Ez utóbbi 1829-ig temetőként szolgált, és nevét az 1710-es pestisjárványban elhunytak nyomán kapta.
A városközpont nyugati részén található egy strandfürdő és a Hietaniemi temető. Északabbra a Taka-Töölö városrészben van a Sibelius-park az orgonasípokat idéző Sibelius-emlékművel, amelyet Jean Sibelius zeneszerző emlékére emeltek mintegy 21 tonnányi saválló hegesztett acélból. Kedvelt kirándulóhely Seurasaari szigete, amelynek mintegy egy harmadát egy szabadtéri múzeum teszi ki. Helsinki legnagyobb parkja a 10 négyzetkilométeren elterülő központi park (Keskuspuisto), amely Töölötől északra kezdődik és Helsinki északi határáig nyúlik; ez nem annyira park, mint inkább erdő.

### Sportélete

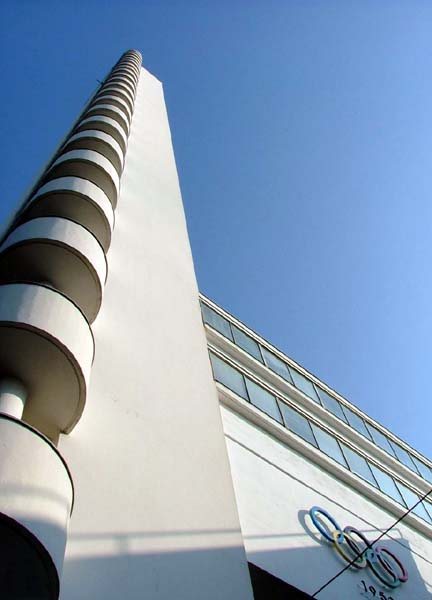
Az olimpiai torony a helsinki stadionnál

A legnagyobb rendszeres sportesemény Helsinkiben a Helsinki Kupa (), gyermek- és ifjúsági foci viadal. 1976 óta minden nyáron több száz csapat részvételével rendezik meg a versenyeket, 2002-ben 819 csapat vett részt a küzdelmekben.
Másik jelentős, 1980 óta visszatérő esemény augusztusban a Helsinki City Marathon (), amely Helsinki és Espoo tengerpartjain vezeti körbe Finnország legnagyobb futóeseményének nagyjából 6000 résztvevőjét.
A Hölgyek Tízese ( Naisten Kymppi) futó és gyalogló (lásd: Nordic Walking) esemény májusban mozgat meg 15 000 lányt és asszonyt.
Télen a Finlandia sífutó-marathon ( Finlandia-hiihto) versenyt rendezik meg a világ sífutóinak számára 1974 óta. A résztvevők száma 5-6000 [forrás?]; a legjobbak 3 órán belül teljesítik a 60 km körüli távot.
Helsinkiben rendezték az 1940-es XII. és az 1952-es XV. nyári Olimpiai játékokat.
Az atlétikai világbajnokságot 1983 után 2005-ben is, az Európa-bajnokságot 1971-ben és 1994-ben Helsinki rendezhette. A jégkorong világbajnokságot 1974, 1982, 1991, 1997 és 2003 években játszották a finn fővárosban.
Több úszó Európa-bajnokságot is rendeztek már a finn fővárosban: 2000-ben hosszúpályás (50 m-es) medencében, 2006 decemberében (december 7-10.) pedig rövid pályás úszó Eb-t 25 m-es medencében.
Labdarúgócsapata a Helsingin JK.

## Gazdaság

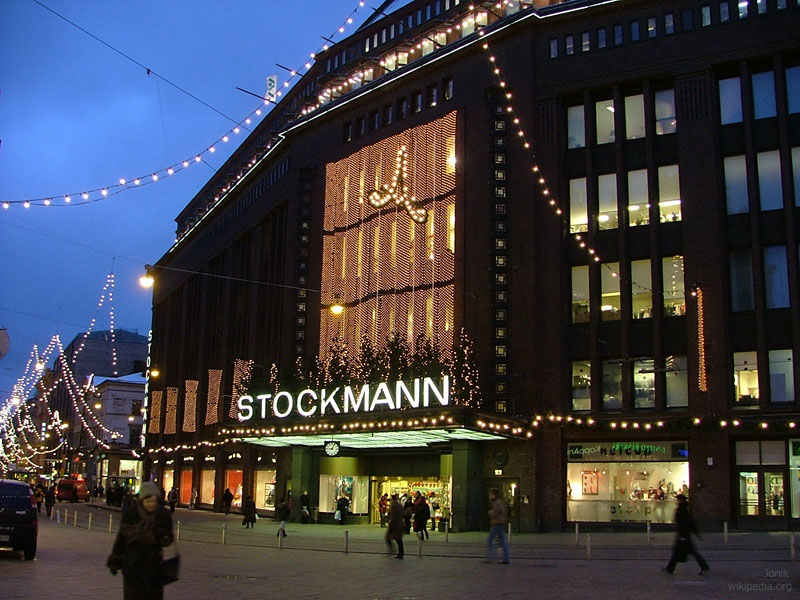
A Stockmann üzletház Helsinki központjában

Finnország gazdasága elválaszthatatlan a helsinki régió gazdaságától, amely az ország bruttó hazai termékének mintegy egy harmadát adja. A Helsinki Tőzsde és a számos bank miatt itt található az ország pénzügyi központja is. Helsinki gazdaságának a súlypontját ma az információtechnológia és a pénzügyi szektor képezi.
Helsinki gazdasága fokozatosan eltávolodott az ipartól és ma főleg a szolgáltatási szektoron alapul. A legtöbb finn konszern székhelye és nemzetközi konszernek helyi szervezetei a helsinki nagytérségben találhatóak, főleg a nemzetközi kapcsolatok, a logisztikai hálózat és a munkaerő-kínálat miatt. Mindazonáltal a legjelentősebb vállalatok, például a Nokia a szomszédos Espooban telepedett meg. A ténylegesen Helsinkiben található konszernek közül a legfontosabbak az Elisa (távközlés), Otava (könyvkiadó), és Sanoma (média), Kesko és HOK-Elanto (kiskereskedelem) illetve a Stockmann áruházlánc.
A 20. század közepén Helsinki még Finnország legfontosabb ipari helyszíne volt, azonban 1960 és 1980 között az ipari szektorban megfeleződött a munkahelyek száma. Megmaradt többek között az Aker Finnyards hajógyár Hietalahtiban, az Arabia kerámiagyár és az ABB-Művek Pitäjänmäkiban.
Helsinki központjában minden év októberében megtartják a hagyományos heringvásárt.

## Közlekedés

### Légi közlekedés

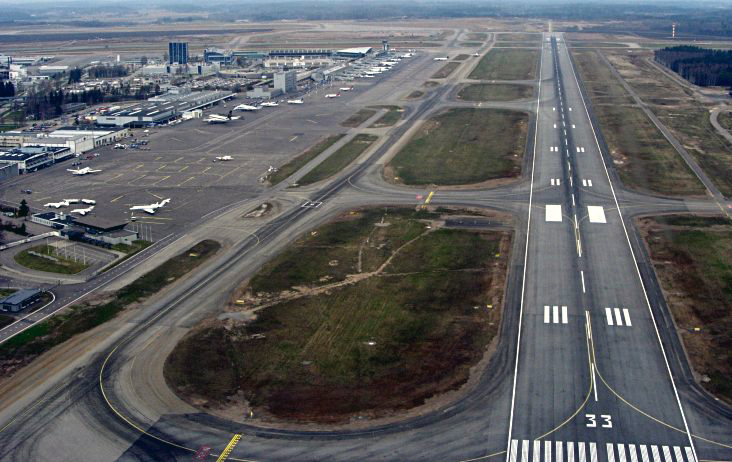
A Helsinki-Vantaai repülőtér

A helsinki nemzetközi repülőtér a városközponttól északra 15 kilométerre helyezkedik el a szomszádos Vantaa-ban. Ez Finnország legnagyobb repülőtere, és évente 15 millió utast szolgál ki. 1952-es megnyitásáig a város fő repülőtere a malmi repülőtér, a városközponttól 10 kilométerre északkeletre, Malmi városrészben. A város hosszú távon igyekszik bezárni a malmi repülőteret, hogy a felszabaduló területet lakásépítésre hasznosítsa, de ez az elképzelés vitatott. 2008-ig a Copterline helikopterjáratot üzemeltetett Helsinki és Tallinn között.

### Vízi közlekedés

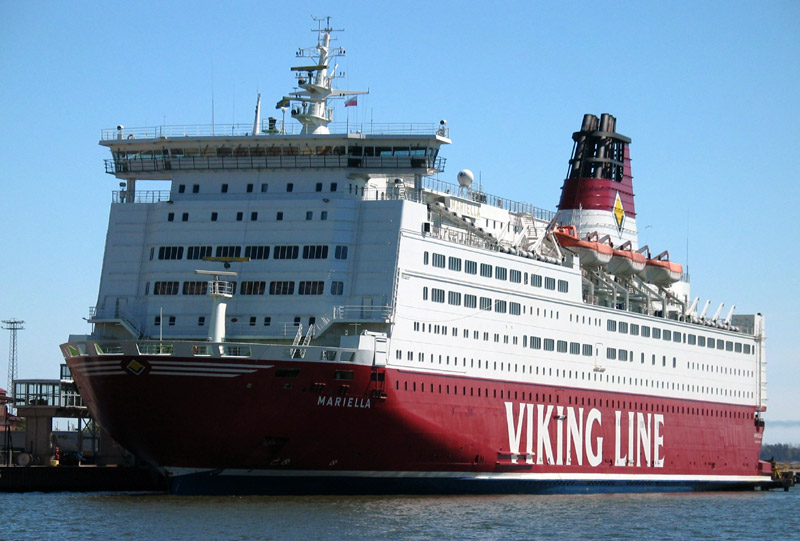
A Viking Line egyik kompja

A helsinki kikötő a teher- és személyforgalom tekintetében egyaránt Finnország legnagyobb kikötője. A személyforgalom a városközpontban elhelyezkedő déli kikötőben (Eteläsatama) és a nyugati kikötőben (Länsisatama) koncentrálódik. A teherforgalmat teljes egészében a 2008-ban Vuosaariban átadott kikötő bonyolítja, leszámítva a teherautókat amelyek a személygépkocsikkal együtt a déli és nyugati kikötőt használják. A nyugati kikötő korábban teherforgalomra szánt részét és a Sörnäinenben elhelyezkedő egykori konténerkikötőt lakásépítésekre hasznosítják.
2013-ban a helsinki kikötőbe összesen 8126 hajó futott be, ami napi átlagban 22 hajót jelent. A 2013-as nyári szezonban 283 utashajó használta a kikötőt, ami 424 000 vendégnapot jelentett Helsinkinek. A rendszeres hajójáratokon ebben az évben 10,7 millió utas utazott A Viking Line, Silja Line, Finnlines, Tallink, Linda Line és Stella Naves Russia utazási társaságok rendszeres járatokat biztosítanak Tallinn, Stockholm, Szentpétervár, Travemünde, Rostock és Gdynia felé. Népszerűek az úgynevezett svéd hajók (ruotsinlaiva), amelyek fedélzetén vendéglők, éjjeli bárok és vámmentes üzletek nyújtják szolgáltatásaikat.

### Vasúti közlekedés

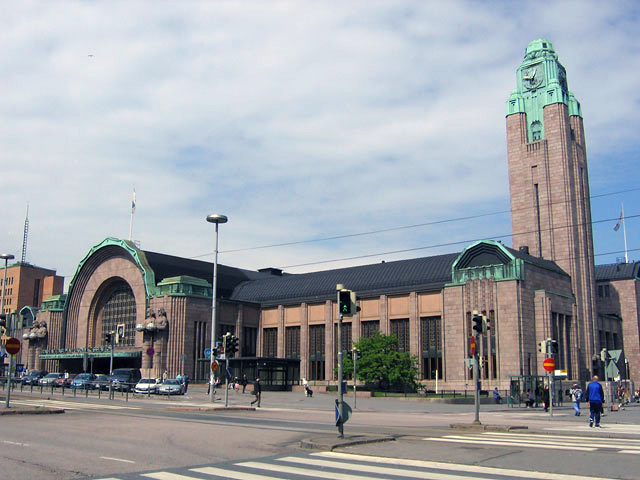
Helsinki főpályaudvara

A helsinki főpályaudvar a finnországi vasúti közlekedés legnagyobb fejpályaudvara. A finn állami vasúttársasághoz (VR) tartozik. A legfontosabb finn városokba, Szentpétervárra és Moszkvába távolsági vonatok közlekednek. Emellett a főpályaudvar a helsinki gyorsvasút (Pääkaupunkiseudun lähijunaliikenne) összes olyan vonalának a végállomása, amelyek a városközpontot az északi és nyugati elővárosokkal illetve szomszédos településekkel kötik össze. A főpályaudvar 1914–1918 között Eliel Saarinen tervei alapján, és 48 méter magas tornyával egyike a város jellegzetes épületeinek.
A főpályaudvarról kiinduló összes vonat elsőként Pasila vasútállomást érinti, amely az elővárosok és környező települések lakói számára a legnagyobb átszállási csomópont. Innen ágaznak el a vasúti fővonalak Hämeenlinnán át Tampere felé és a parti vasút Turku felé.

### Tömegközlekedés

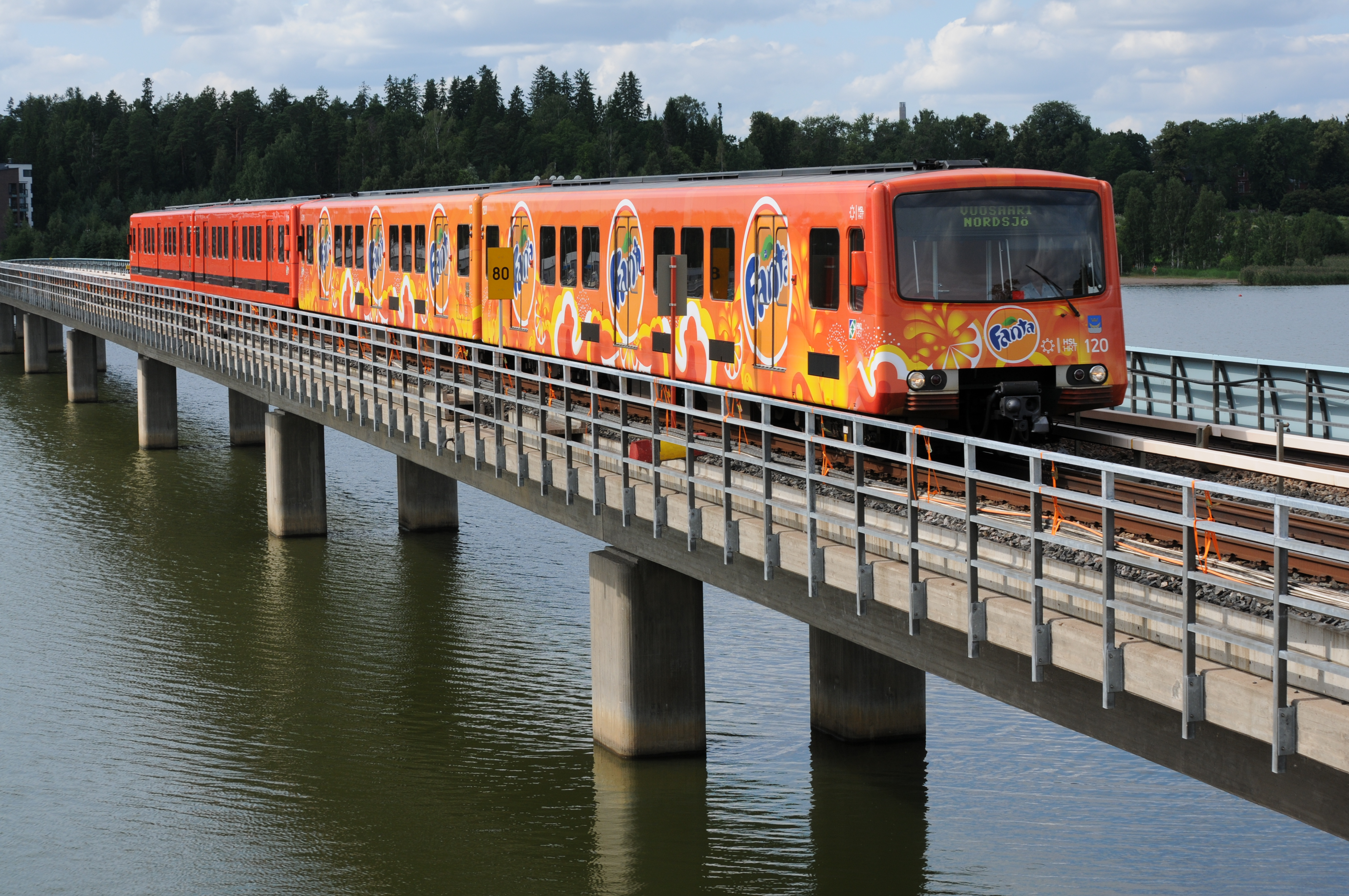
Metrószerelvény halad át a Vuosaari hídon

A tömegközlekedés autóbuszok, villamosok, metró, gyorsvasutak és komp által valósul meg. 2010 óta a forgalom tervezéséért és koordinációjáért a HSL regionális közlekedési egyesület felel. 2010-ben a HSL illetékességi területén (Helsinki, Espoo, Vantaa, Kauniainen, Kerava, Kirkkonummi, Sipoo) összesen 326,9 millió utast szállítottak, ebből 166,6 milliót autóbusszal, 57,1 milliót metróval, 54,5 milliót villamossal, 47,1 milliót gyorsvasúttal és 1,6 milliót komppal Suomenlinna felé.
Az 1982-ben megnyitott helsinki metró Finnország egyetlen metrója. Egy kétfelé ágazó vonala van, amely a városközpontot köti össze a város keleti részével. A 17 állomással rendelkező hálózat 21,1 kilométer hosszú, ennek mintegy 30%-a halad a föld alatt. A helsinki villamoshálózat szintén egyedüli az országban. Tizenkét vonala van, mind a belvárosban. A gyorsvasút is egyedüli az országban. Ezek mellett egy sűrű buszhálózat is létezik. A 2005-ben megnyílt föld alatti Kampin keskus buszpályaudvarról bonyolítják a távolsági illetve az Espoo-ba irányuló buszforgalmat.

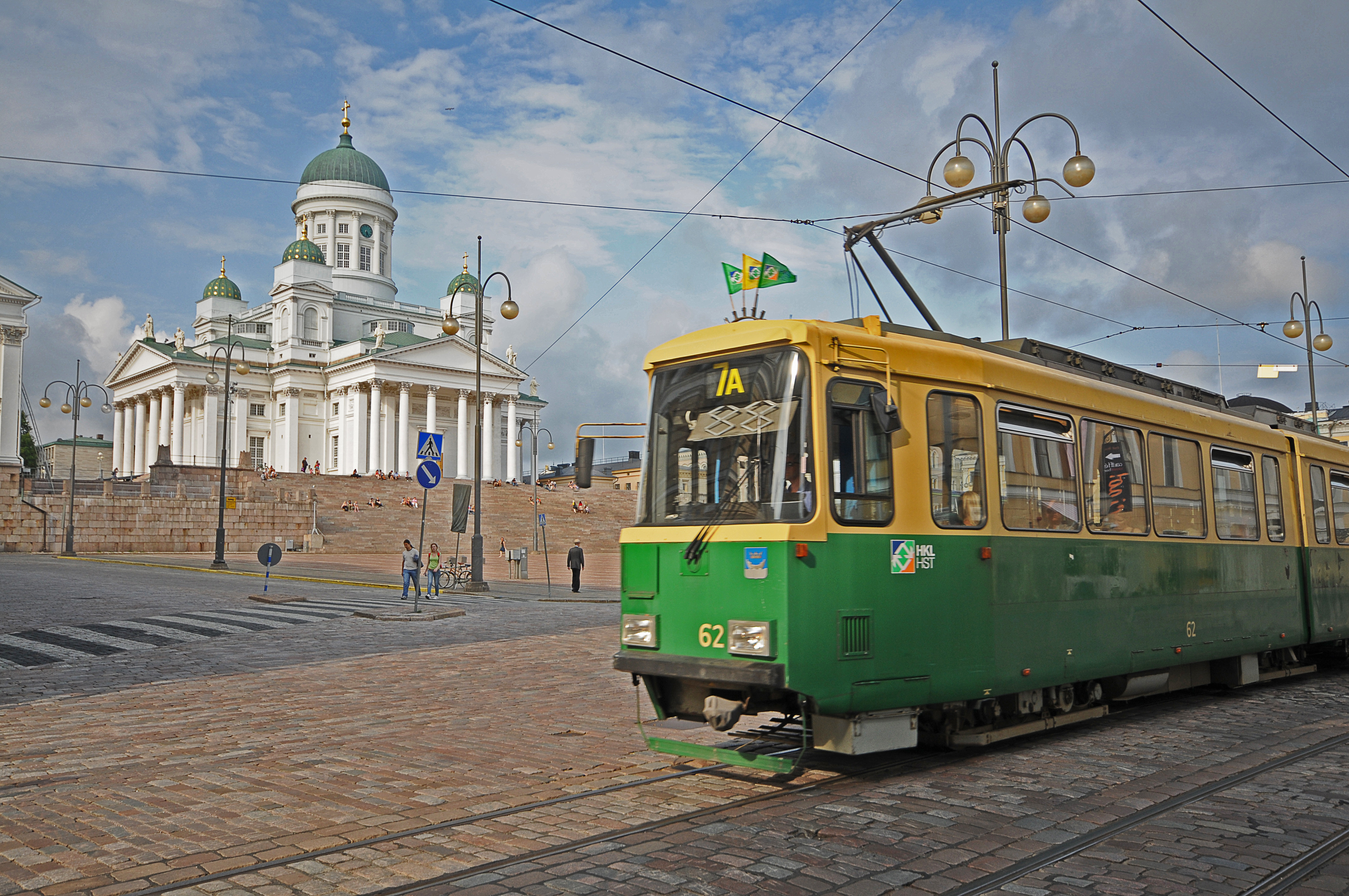
Villamos a székesegyház előtt

Helsinki központjából sugár alakban indulnak ki a közlekedési vonalak, így a külső kerületek és a városközpont összeköttetése igen jó, de a külső kerületek egymás közötti összeköttetése gyengébb. A 2003-ban átadott Jokeri buszvonallal és a 2015-ben megnyílt gyorsvasúti körgyűrűvel ezt a hiányosságot próbálják pótolni. A tervezett nyugati metróvonal is ezt a célt fogja szolgálni.

### Gépjármű-közlekedés

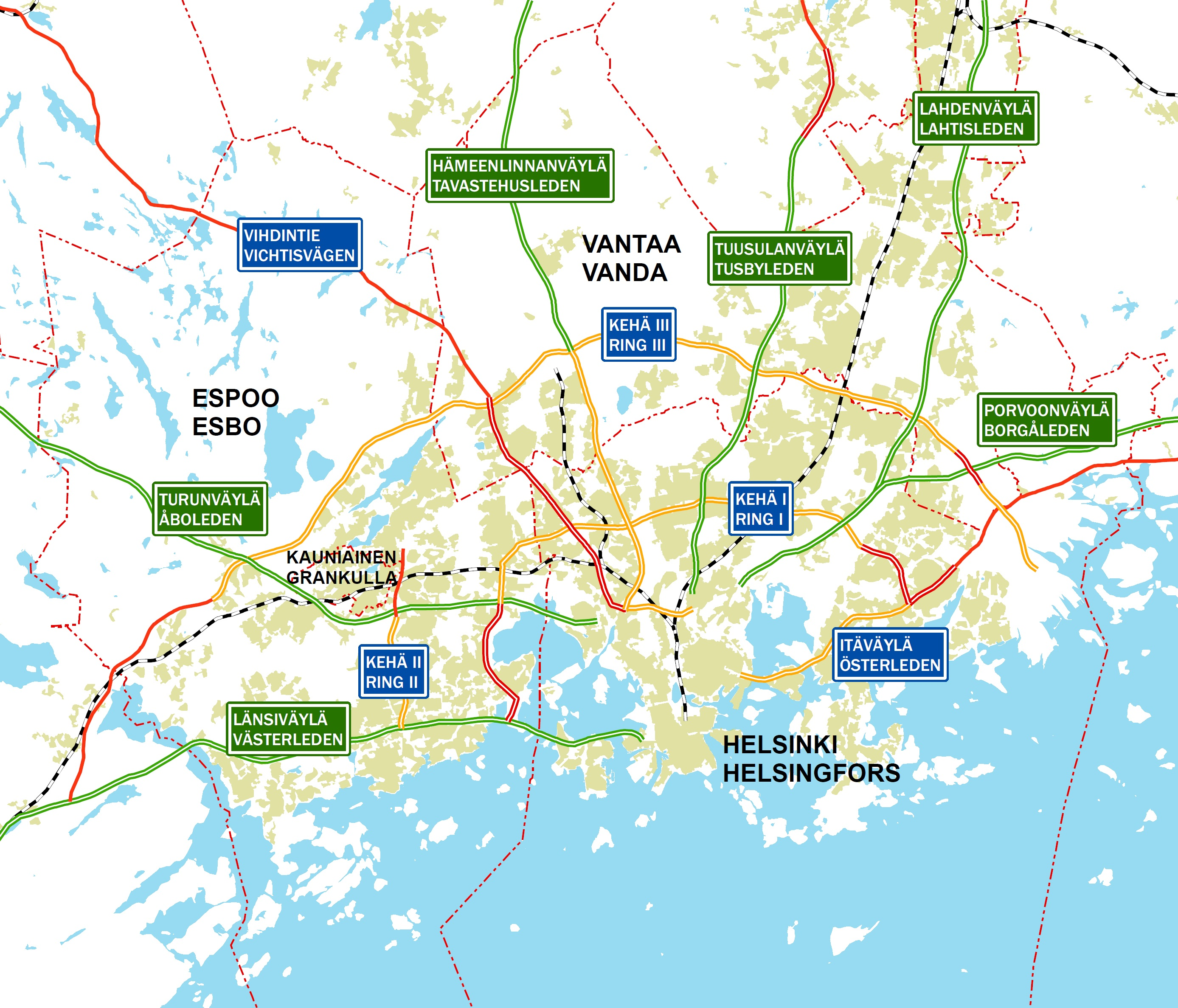
A fővárosi régió fő útvonalai

A helsinki úthálózat hossza 1078 kilométer; ebből 2007-ben 997 volt aszfaltozva. A várost két körgyűrű övezi (1-es és 3-as gyűrű); mivel Helsinki a tengerparton fekszik, ezek félkör alakúak. A középső körgyűrű, a 2-es, csak részben valósult meg, és nem is tervezik kiegészítését. Ehelyett azt a lehetőséget vitatják meg, hogy a kelet-nyugati átmenő forgalmat a városközpont alatt egy alagútba irányítsák át.
Helsinkiből nyolc nagy autóút vezet ki. A város a finn állam tulajdonú 1-es, 3-as, 4-es és 7-es autópályák kezdőpontja. Az E12, E18 és E75 európai utak részben ezeknek az autópályáknak a nyomvonalán haladnak. Emellett Helsinki az E67 (Via Baltica) végpontja is.
A jó tömegközlekedés és a viszonylag rövid távolságok miatt Helsinkiben a gépjárműforgalom kisebb szerepet játszik, főleg a belvárosban. 2011-ben ezer lakosra 403 forgalomban levő személygépkocsi jutott, miközben az országos átlag 548 volt. A legtöbb helsinki háztartásban nincs saját autó.
A város vezetősége a parkolási lehetőségek szabályozásával próbálja az autóforgalmat csökkenteni a belvárosban. A nem helyi lakosok csak rövid ideig és/vagy díj ellenében parkolhatnak a belvárosban. Ezzel szemben a tartós parkolási engedélyek a helyiek számára viszonylag olcsóak, és az új építkezéseknél a város előírja, hogy nagyságrendben ugyanannyi parkolóhelyet kell építeni, mint amennyi lakást.

### Gyalogos és kerékpáros közlekedés

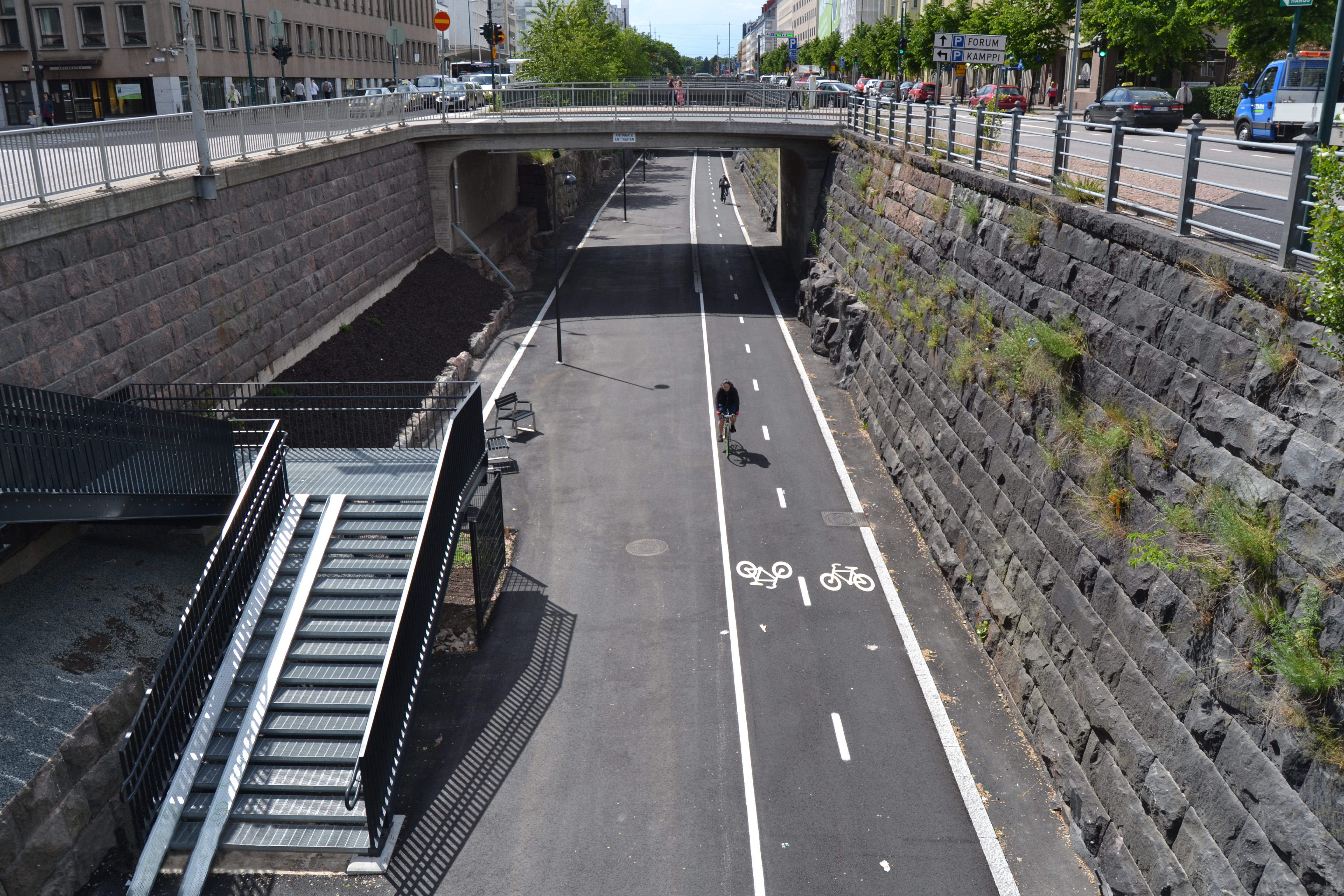
A hajdani vasútvonalat Helsinki központjában a kerékpárosok és a gyalogosok számára tartják fenn

A helsinki kerékpárutak hossza 1200 kilométer; ezek általában kombinált gyalog- és kerékpárutak. A kerékpárutakból 730 kilométer aszfaltozott; mintegy 500 kilométernyi zöldövezetben található. 90 kilométernyi kerékpárút a part mentén halad. A város arra törekszik, hogy 2020-ra a kerékpáros közlekedés arányát 15%-ra emelje. Ezt leginkább azzal próbálják elérni, hogy kiépítik a kerékpárút-hálózatot, elsősorban a gyengén lefedett belvárosban. 2012-ben nyílt meg a Baana, egy 1,3 kilométer hosszú gyorsforgalmi kerékpárút egy hajdani vasútvonal nyomvonalán, amely Ruoholahtiból indul, áthalad a városközponton és a főpályaudvar közelében végződik. 2016 május óta ismét üzemel egy kerékpárkölcsönzési rendszer; ilyen már létezett egy évig a 21. század elején.

## Infrastruktúra

### Energiaellátás

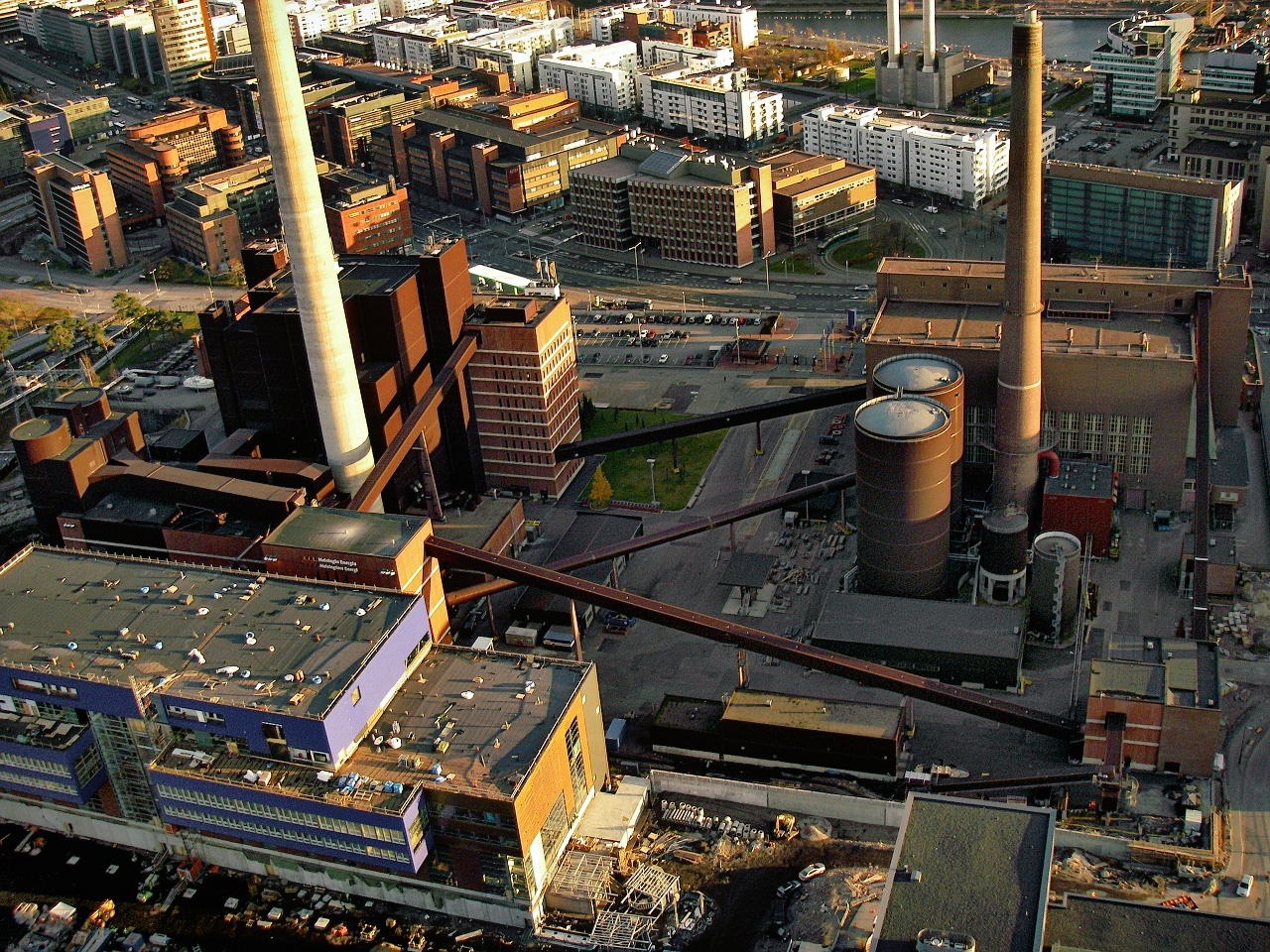
A salmisaari hőerőmű

Helsinki városának egy saját energiaszolgáltató vállalata van, a Helsingin Energia, amely egyúttal a városi elosztóhálózatok tulajdonosa, és amely elektromos áramot, távfűtést és távhűtést szolgáltat. A városi fogyasztók többsége a Helsingi energiától vásárolja az áramot, de emellett léteznek más szolgáltatók is. A Helsingin Energia távfűtési rendszere majdnem a teljes várost lefedi és a szükséges hőmennyiség 90%-át szolgáltatja.
Helsinkiben három nagyobb erőmű található, amelyek egy igen energiahatékony megoldással egyidejűleg termelnek áramot és távhőt. Mindegyiket a Helsingin Energia üzemelteti, Vuosaari, Salmisaari illetve Hanasaari területén. Ez utóbbi kettőnek 2014 óta kőszén mellett pelletet is kell égetnie, ami megújuló energiaforrás.
2011-ben a Helsingin Energia és leányvállalatai 7126 GWh áramot állítottak elő, ebből 5081 GWh-ot a városban. Az áram előállításához 51%-ban földgázt, 21%-ban kőszenet, 20% atomenergiát, 8% megújuló energiaforrást használtak. Helsinkiben 6674 GWh távhőt állítottak elő 51% földgáz, 42% kőszén, 4% olaj és 3% szennyvízből visszanyert energia segítségével. 2020-ig a megújuló energia arányának el kell érnie a 20%-ot, 2050-ig a termelésnek klímasemlegessé kell válnia.

### Vízellátás

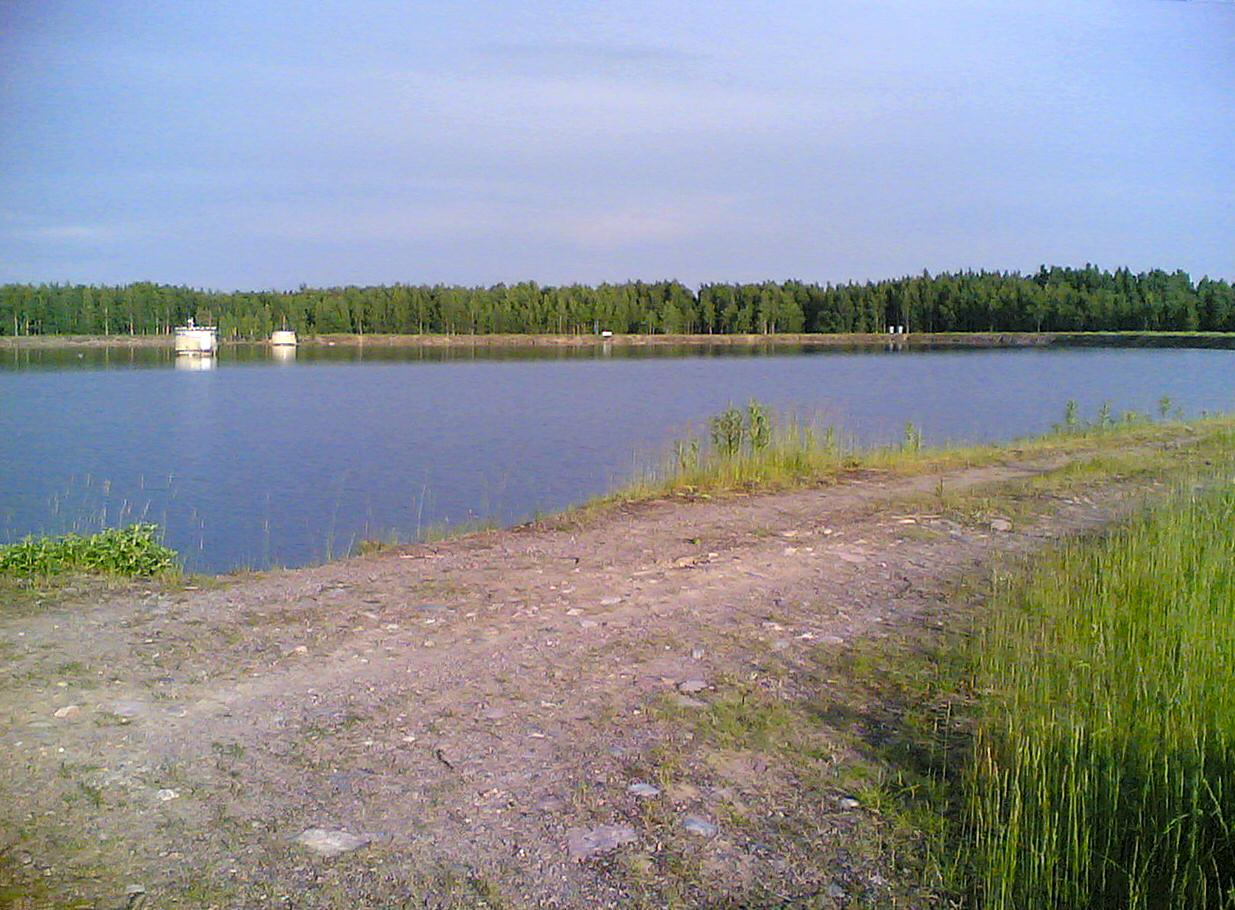
A vaantai Silvola-vízttározót a Päijänne-alagúton keresztül töltik; ez a fővárosi régió víztározója.

A vízellátást 2010 óta a HSY regionális egyesület végzi. A vezetékes víz mintegy az északra mintegy 120 kilométerre fekvő Päijänne-tóból, és a Päijänne-alagúton, a világi egyik leghosszabb sziklaalagútján vezetik Helsinkibe. Itt két víztisztító található, amelyek a vizet ivóvízzé készítik elő, az egyik Pitkäkoskiban, a másik Vanhakaupunkiban. A jó minőségű vizet palackozva külföldre is exportálják. Szükség esetén a Päijänne vize helyett a Vantaanjoki vizét is át lehet alakíttatni ivóvízzé.
A szennyvizet két létesítményben, Viikinmäkiben (Helsinki) és Suomenojában (Espoo) tisztítják, és úgy eresztik a tengerbe. A tisztítás melléktermékeként keletkező biogázt az energia előállításához használják. A szennyvízben levő hőenergiát visszanyerik, és visszatáplálják a helsinki.

## Oktatás és kutatás
A helsinki régió Finnország tudományos központja, ahol öt főiskola és egyetem található összesen mintegy 60 000 diákkal. Az Aalto Egyetemet kivéve ezeknek mind magában Helsinkiben van a székhelyük. Ehhez jön még hat műszaki főiskola, és több önálló kutatási intézmény.

### Főiskolák és egyetemek

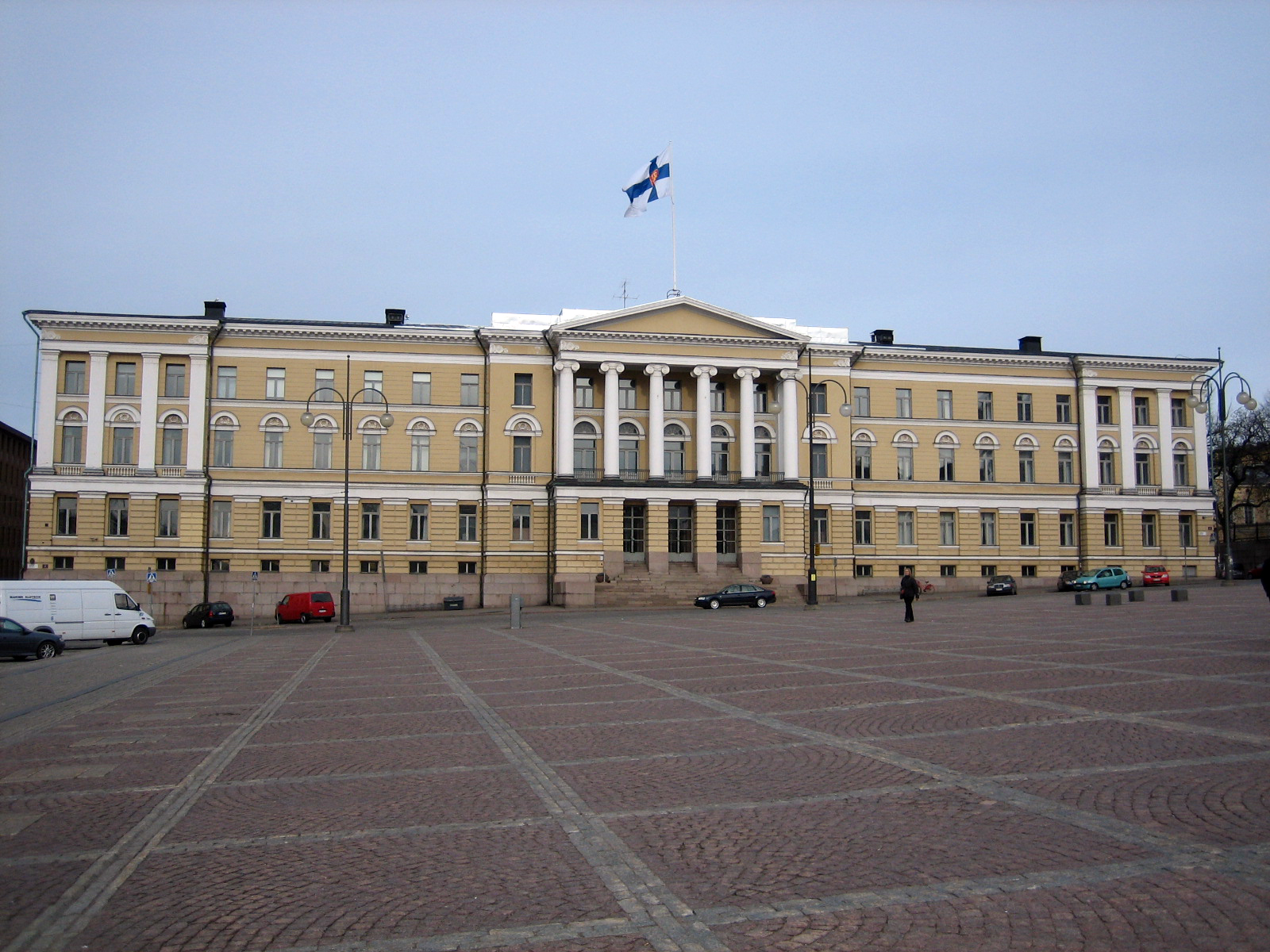
A Helsinki Egyetem központi épülete

A Helsinki Egyetem Finnország legrégebbi és mintegy 35 000 diákjával  a legnagyobb egyeteme. Az 1640-ben alapított Turkui Királyi Akadémia jogutódja, amelyet a nagy 1828-as tűzvész után helyeztek át Helsinkibe. A Szenátus téren levő központi épületet Carl Ludvig Engel tervezte. A központi campuson kívül további három található Kumpulában (matematika és természettudományok), Viikkiben (biológia és gyógyszerészet) és Meilahtiban (orvostudomány). Nemzetközi összehasonlításokban rendszeresen a legjobb helyet éri el a finn egyetemek közül. A 2017-es rangsorban az 56. helyet foglalta el.
Az Aalvar Altóról elnevezett Aalto Egyetem, amelynek fő campusa a szomszédos Espooban helyezkedik el, főleg műszaki és gazdasági jellegű. 2010-ben jött létre az addig önálló Helsinki Műszaki Egyetem, a Helsinki Kereskedelmi Főiskola és a Helsinki Művészeti és Design Főiskola egyesülésével. 2016-ban az Aalto Egyetemen mintegy tizenkétezer diák tanult.
A Helsinki Művészeti Egyetem 2013-ban alakult az 1882-ben alapított Sibelius Akadémia, az 1848-ban alapított Helsinki Művészeti Akadémia és az 1979-ben alapított Helsinki Színházi Akadémia egyesülésével. Ez Finnország egyedüli művészeti egyeteme, és 2016-ban közel 2000 diákja volt.
Itt található ezeken kívül az 1909-ben alapított svéd nyelvű kereskedelmi főiskola körülbelül 2400 diákkal, és a finn hadsereg 1993-ban alapított védelmi főiskolája közel 1000 diákkal.

### Elemi- és középiskolák
Helsinki városa 131 elemi iskolát és 17 középiskolát tart fenn, ezek egy része svéd nyelvű. Emellett létezik néhány magániskola, köztük angol, német, francia és orosz nyelvűek.

### Könyvtárak

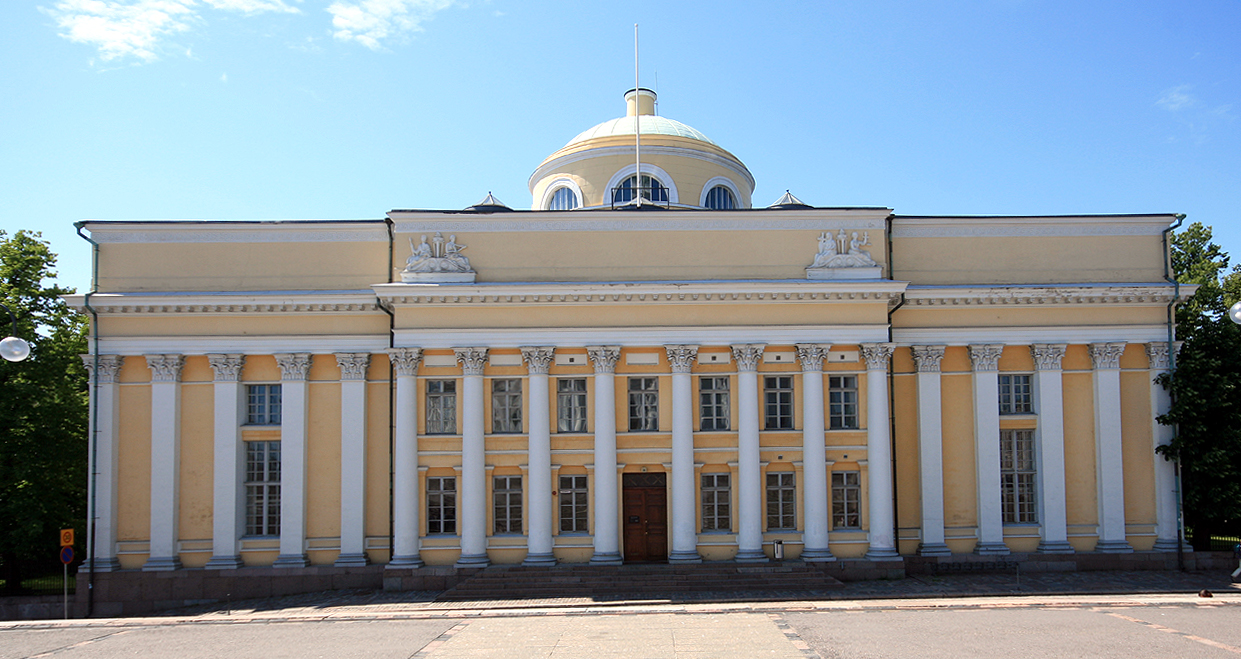
Finn Nemzeti Könyvtár

Az ország legrégebbi és legjelentősebb könyvtára a Finn Nemzeti Könyvtár, amely a helsinki dómmal szemközt áll. A Helsinki Egyetemhez tartozik, és 2006-ig a Helsinki Egyetemi Könyvtár nevet viselte. A jelenlegi Helsinki Egyetemi Könyvtár 2010-ben jött létre az egyetem különböző szakkönyvtárainak összevonásával és egy modern, 2012-ben elkészült épületben kapott helyet.
A fővárosi régió (Helsinki, Espoo, Vantaa és Kauniainen) városi könyvtárait a HelMet nemű szövetség fogja össze. Ehhez 71 könyvtár tartozik 2015. Januárban a városi tanács egy új központi könyvtár létesítéséről döntött, amely a vasúti pályaudvartól északnyugatra fog elhelyezkedni, és 2018-ra tervezik megnyitását.

## Híres személyek
Helsinkiben születtek, éltek és/vagy alkottak (többek között):
- Alvar Aalto építész és formatervező, várostervező
- Janne Ahonen síugró világbajnok
- Tony Arima profi jégkorongozó, finn bajnok
- Alexi Laiho finn zenész, a Children of Bodom metalegyüttes gitárosa
- Jori Lehterä profi jégkorongozó
- Paavo Nurmi hosszútávfutó
- Kimi Räikkönen Formula–1-es (világbajnok – 2007) versenyző (Espooban született)
- Teemu Selänne olimpiai ezüst- és bronzérmes, Stanley-kupa győztes profi jégkorongozó
- Jean Sibelius zeneszerző
- Jukka Suomalainen profi jégkorongozó
- Linus Torvalds a népszerű, Unix-szerű operációs rendszer, a Linux fejlesztésének elindítója
- Niko Vainio profi jégkorongozó
- A HIM tagjai
- A The Rasmus tagjai
- A Nightwish tagjai
- A Children of Bodom tagjai

## Fordítás
Ez a szócikk részben vagy egészben  a   Helsinki című német Wikipédia-szócikk ezen változatának fordításán alapul.  Az eredeti cikk szerkesztőit annak laptörténete sorolja fel. Ez a jelzés csupán a megfogalmazás eredetét és a szerzői jogokat jelzi, nem szolgál a cikkben szereplő információk forrásmegjelöléseként.